# Celmisia
 Celmisia  Cass., 1817 è un genere di piante angiosperme dicotiledoni della famiglia delle Asteraceae, sottofamiglia Asteroideae, tribù Astereae (Basal grade) e sottotribù Celmisiinae.

## Etimologia
Il nome del genere fa riferimento a Celmisius, che nella mitologia greca è figlio della ninfa Alciope. Il nome "Celmisius" compare anche nel poema epico "Le Metamorfosi" di Ovidio, scritto nel I secolo d.C. Ovidio racconta la storia di Celmisius nel libro IV delle Metamorfosi, ai versi 663-752; "Celmisius" è un re dell'Etiopia, sposo di Cassiopea e padre di Andromeda. 
Il nome scientifico del genere è stato definito dal botanico Alexandre Henri Gabriel de Cassini (1781-1832) nella pubblicazione " Bulletin des Sciences, par la Société Philomatique" (Bull. Sci. Soc. Philom. Paris 1817: 32) del 1817.

## Descrizione

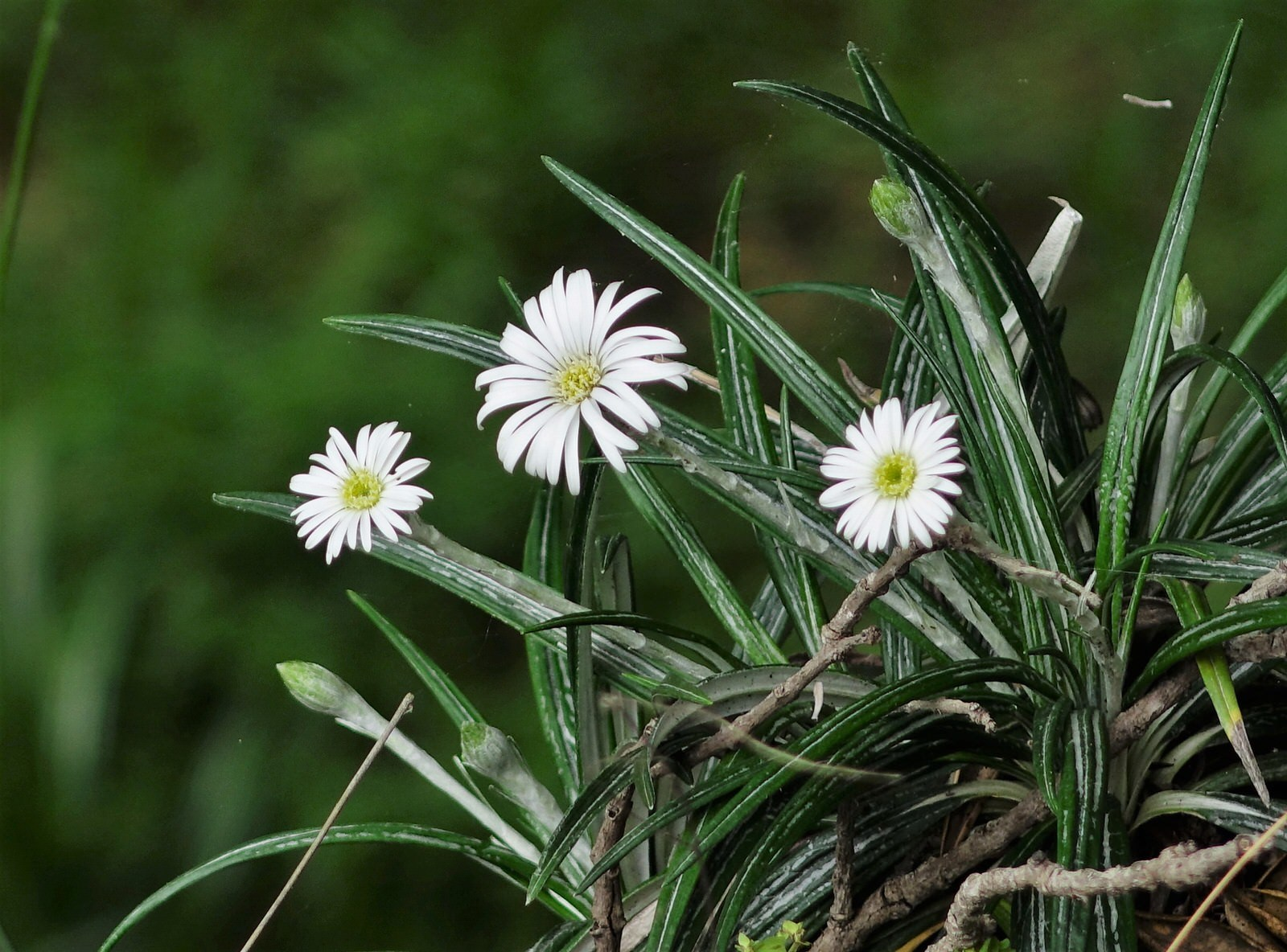
Il portamento
Celmisia major

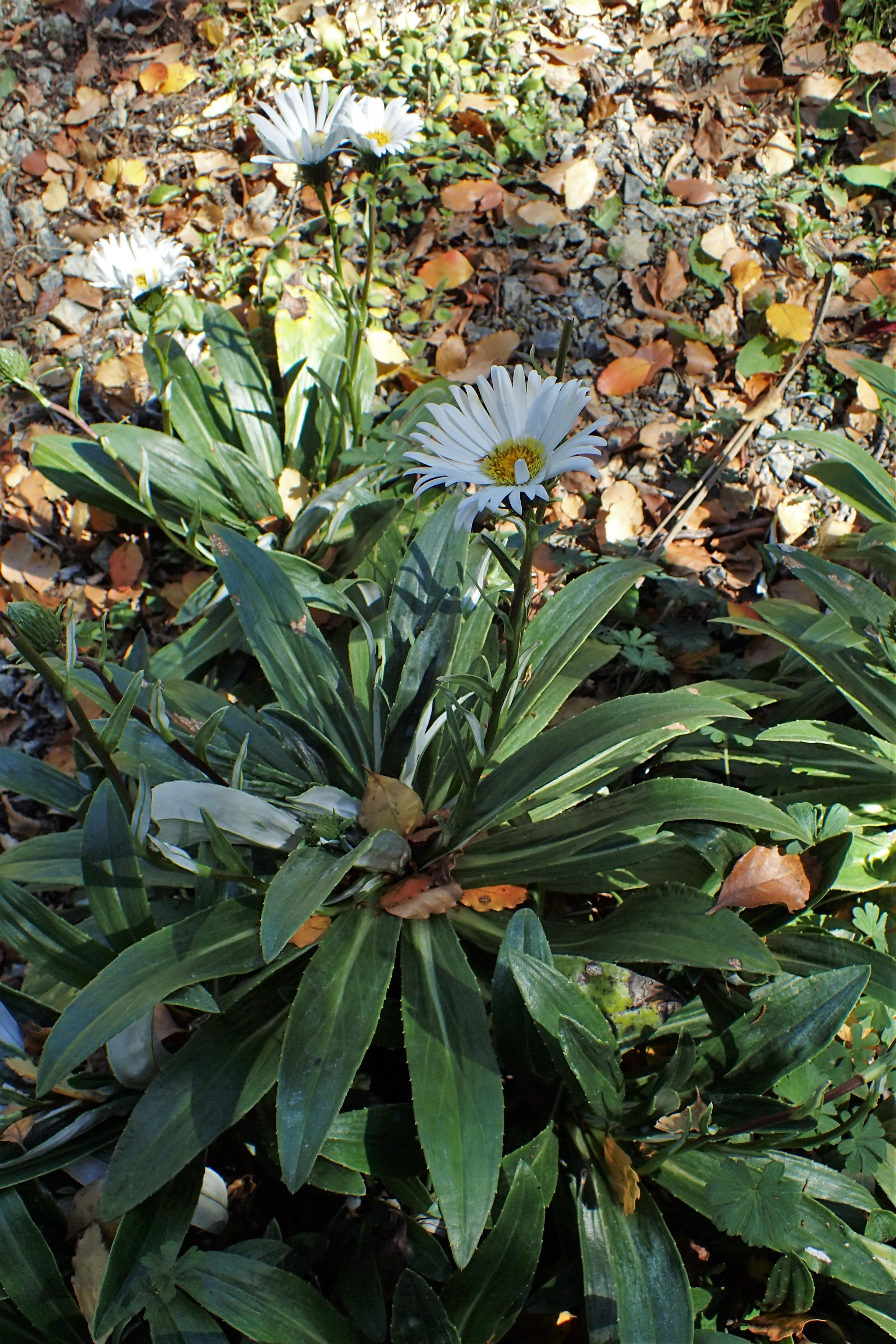
Le foglie
Celmisia holosericea

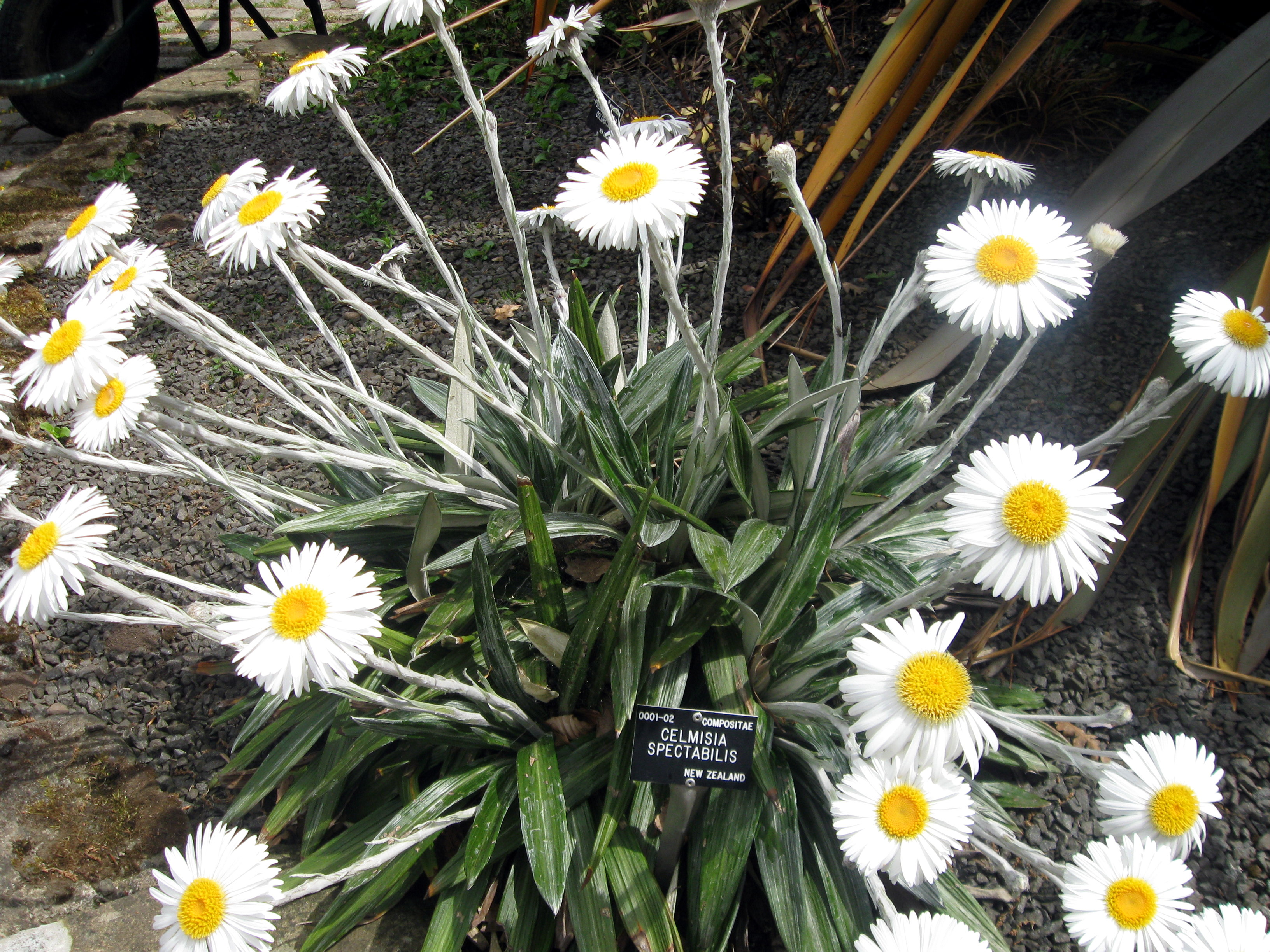
Infiorescenza
Celmisia spectabilis

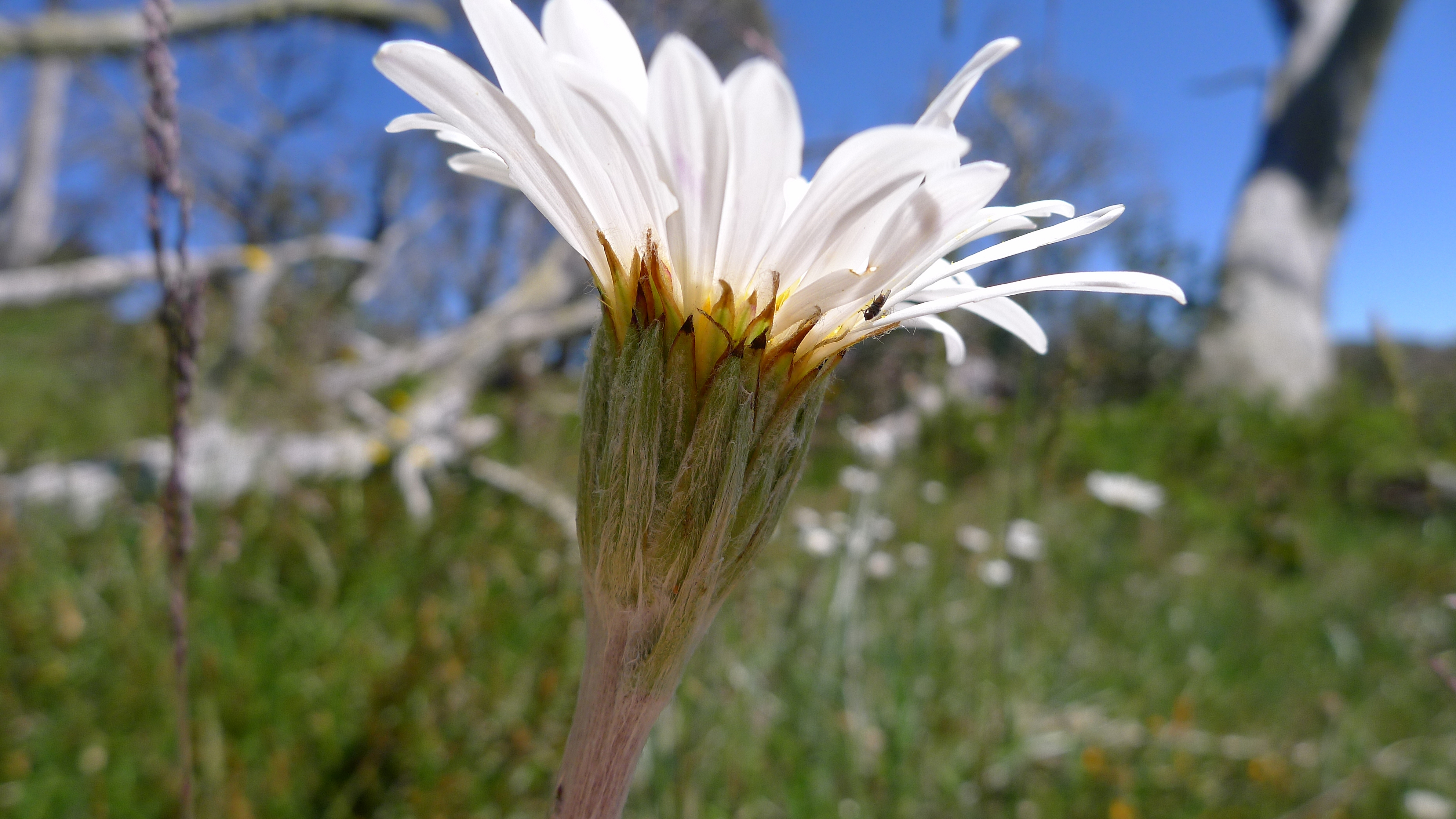
I fiori
Celmisia longifolia

Portamento. Le specie di questo genere hanno un habitus di tipo erbaceo perenne rosulato.
Fusto. La parte aerea normalmente è eretta, semplice o ramosa. I fusti sono del tipo a caudice (fusto tozzo e allargato) legnoso.
Foglie. Le foglie in genere sono grandi e disposte in rosette in modo alternato, picciolate o sessili. La lamina è semplice con forme da lineari o filiformi a ellittiche-oblanceolate. La superficie abassiale, nella maggior parte delle specie, è ricoperta da un denso tomento bianco-ferruginoso (tricomi lunghi a forma di "T" o di "Y", o lepidoto-lucenti). La consistenza è subcoriacea.
Infiorescenza. Le sinflorescenze sono scapose (capolini solitari). Le infiorescenze vere e proprie sono composte da un capolino terminale peduncolato bratteato di tipo radiato (raramente discoidale o disciforme). I capolini sono formati da un involucro, con forme da ampiamente campanulate a emisferico, composto da diverse brattee, al cui interno un ricettacolo fa da base ai fiori di due tipi: fiori del raggio e fiori del disco. Le brattee, con forme lineari e a consistenza erbacea, sono disposte in modo più o meno embricato e scalato su 4 - 5 serie. Il ricettacolo, alveolato, in genere è nudo ossia senza pagliette a protezione della base dei fiori; la forma è piatta o da convessa a conica.
Fiori.  I fiori sono tetra-ciclici (formati cioè da 4 verticilli: calice – corolla – androceo – gineceo) e pentameri (calice e corolla formati da 5 elementi). Si distinguono in:
- fiori del raggio (esterni): sono femminili e sono disposti su una sola serie; la forma è ligulata (zigomorfa); a volte sono presenti degli staminoidi;
- fiori del disco (centrali): sono più numerosi con forme brevemente tubulose (attinomorfe); sono ermafroditi.

- Formula fiorale:

*/x K {\displaystyle \infty }, [C (5), A (5)], G 2 (infero), achenio
- Calice: i sepali del calice sono ridotti ad una coroncina di squame.

- Corolla: 
  - fiori del raggio: la forma della corolla alla base è più o meno tubulosa-imbutiforme, mentre all'apice è ligulata; la ligula può terminare con alcuni denti ma non è contorta; il colore è bianco con sfumature blu o violette;
  - fiori del disco: la forma è strettamente tubulare bruscamente divaricata in 5 lobi; i lobi, patenti o eretti, hanno una forma da ampiamente triangolare a lanceolata; il colore prevalente è giallo o porpora.

- Androceo: l'androceo è formato da 5 stami sorretti da filamenti generalmente liberi; gli stami sono connati e formano un manicotto circondante lo stilo; le teche (produttrici del polline) alla base sono acute; le appendici apicali delle antere sono vistose; il tessuto endoteciale (rivestimento interno dell'antera) è quasi sempre polarizzato (con due superfici distinte: una verso l'esterno e una verso l'interno). Il polline è sferico con un diametro medio di circa 25 micron;  è tricolporato (con tre aperture sia di tipo a fessura che tipo isodiametrica o poro) ed è echinato (con punte sporgenti).[10][12]

- Gineceo: l'ovario è infero uniloculare formato da 2 carpelli.[6] Lo stilo (il recettore del polline) è profondamente bifido (con due stigmi divergenti) e con le linee stigmatiche marginali separate.[13] I due bracci dello stilo hanno una forma lineare e possono essere papillosi o ricoperti da ciuffi di peli. Lo stilo dei fiori del raggio è supinato.

Frutti. I frutti sono degli acheni con pappo; in alcune specie è presente un certo dimorfismo (gli acheni dei fiori del raggio differiscono dagli acheni dei fiori del disco);
- achenio: gli acheni, con forme compresse da ellittiche a obovoidi, hanno 2 - 3 coste per faccia; la superficie è glabra o sericea; la parete dell'achenio è formata da celle contenenti rafidi ma prive di fitomelanina; il carpoforo normalmente è anulare; le setole con punte a forma di ancora non sono presenti;
- pappo: il pappo è formato da alcune serie di setole.

## Biologia
Impollinazione: l'impollinazione avviene tramite insetti (impollinazione entomogama tramite farfalle diurne e notturne).

Riproduzione: la fecondazione avviene fondamentalmente tramite l'impollinazione dei fiori (vedi sopra).

Dispersione: i semi (gli acheni) cadendo a terra sono successivamente dispersi soprattutto da insetti tipo formiche (disseminazione mirmecoria). In questo tipo di piante avviene anche un altro tipo di dispersione: zoocoria. Infatti gli uncini delle brattee dell'involucro (se presenti) si agganciano ai peli degli animali di passaggio disperdendo così anche su lunghe distanze i semi della pianta. Inoltre per merito del pappo il vento può trasportare i semi anche a distanza di alcuni chilometri (disseminazione anemocora).

## Distribuzione e habitat
Le specie di questo genere sono distribuite in Australia (sud-orientale), Tasmania e Nuova Zelanda.

## Sistematica
La famiglia di appartenenza di questa voce (Asteraceae o Compositae, nomen conservandum) probabilmente originaria del Sud America, è la più numerosa del mondo vegetale, comprende oltre 23.000 specie distribuite su 1.535 generi, oppure 22.750 specie e 1.530 generi secondo altre fonti (una delle checklist più aggiornata elenca fino a 1.679 generi). La famiglia attualmente (2021) è divisa in 16 sottofamiglie; la sottofamiglia Asteroideae è una di queste e rappresenta l'evoluzione più recente di tutta la famiglia.

### Filogenesi
La tribù Astereae (una delle 21 tribù della sottofamiglia Asteroideae) comprende circa 40 sottotribù. In base alle ultime ricerche nella tribù sono stati individuati (provvisoriamente) 5 principali lignaggi:
- Basal grade: include alcuni generi isolati, il gruppo "South American-Oceania",  alcune sottotribù africane e il gruppo dei generi legnosi del Madagascar.
- Bellis lineage: comprende le sottotribù eurasiatiche e una sottotribù africana.
- Aster lineage: include i generi asiatici di Asterinae e i principali gruppi dell'Australia e dell'Oceania.
- Baccharis lineage: include alcuni gruppi sudamericani.
- North American lineage: include la vasta gamma di sottotribù del Nordamerica, Messico e alcuni gruppi distribuiti nel Sudamerica.

Il genere  Celmisia (insieme alla sottotribù Celmisiinae) è incluso nel lignaggio "Basal grade". In particolare fa parte del sottogruppo relativo agli areali dell'Oceania. Questo genere non è monofiletico.
In precedenti trattazioni questo genere è descritto all'interno della sottotribù Hinterhuberinae (ora sinonimo della sottotribù Baccharidinae).
I caratteri distintivi del genere di questa voce sono:
- il portamento di queste specie è rosulato;
- le foglie sono strette con una nervatura centrale;
- le infiorescenze sono lungamente peduncolate;
- i capolini sono per lo più solitari (scaposi).

Il numero cromosomico delle specie di questo genere è: 2n = 18.

### Elenco delle specie
Questo genere ha 73 specie:
A
- Celmisia adamsii Kirk
- Celmisia allanii W.Martin
- Celmisia alpina (Kirk) Cheeseman
- Celmisia angustifolia Cockayne
- Celmisia argentea Kirk
- Celmisia armstrongii Petrie
- Celmisia asteliifolia Hook.f.

Celmisia adamsii
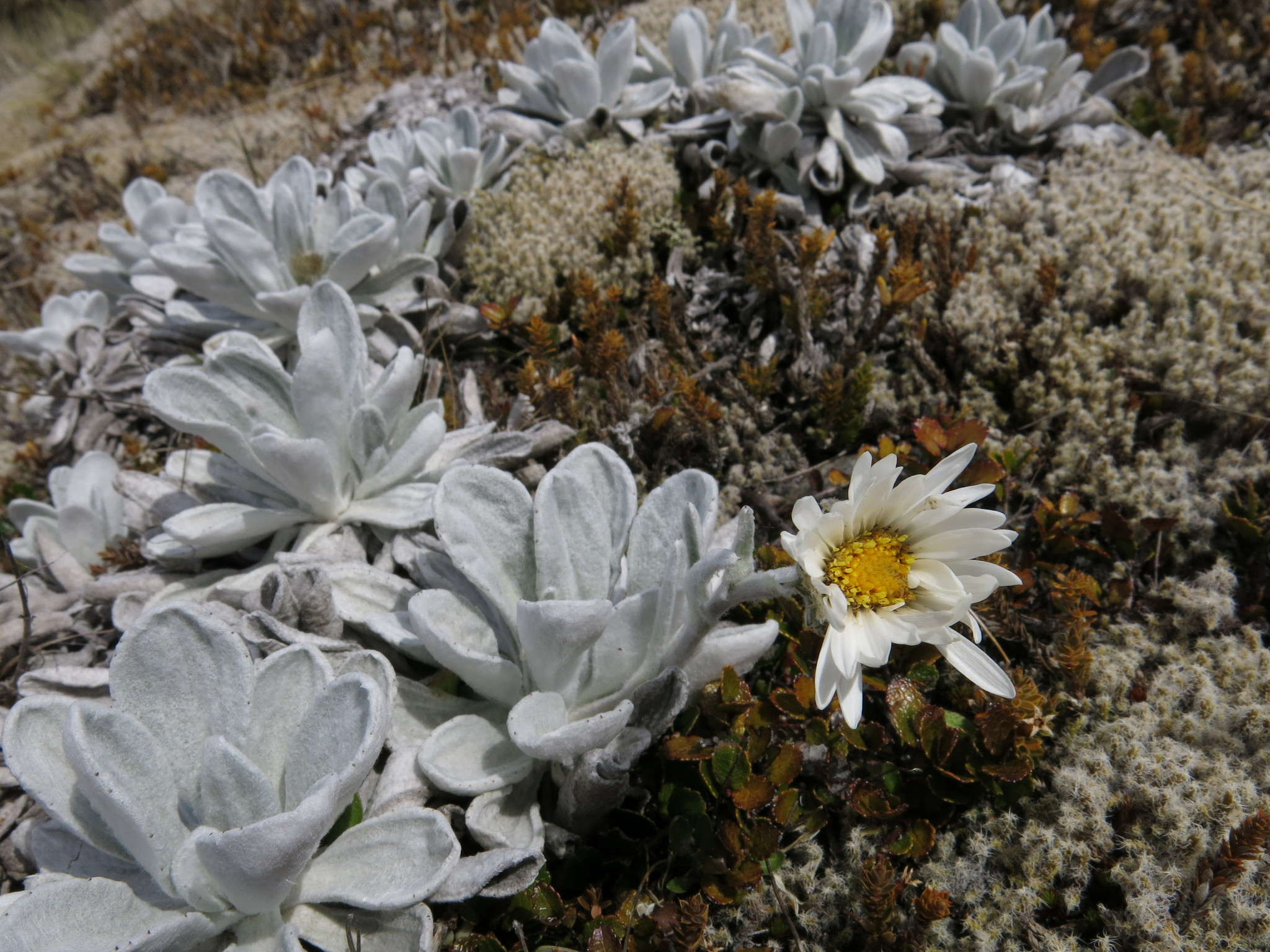
Celmisia allanii
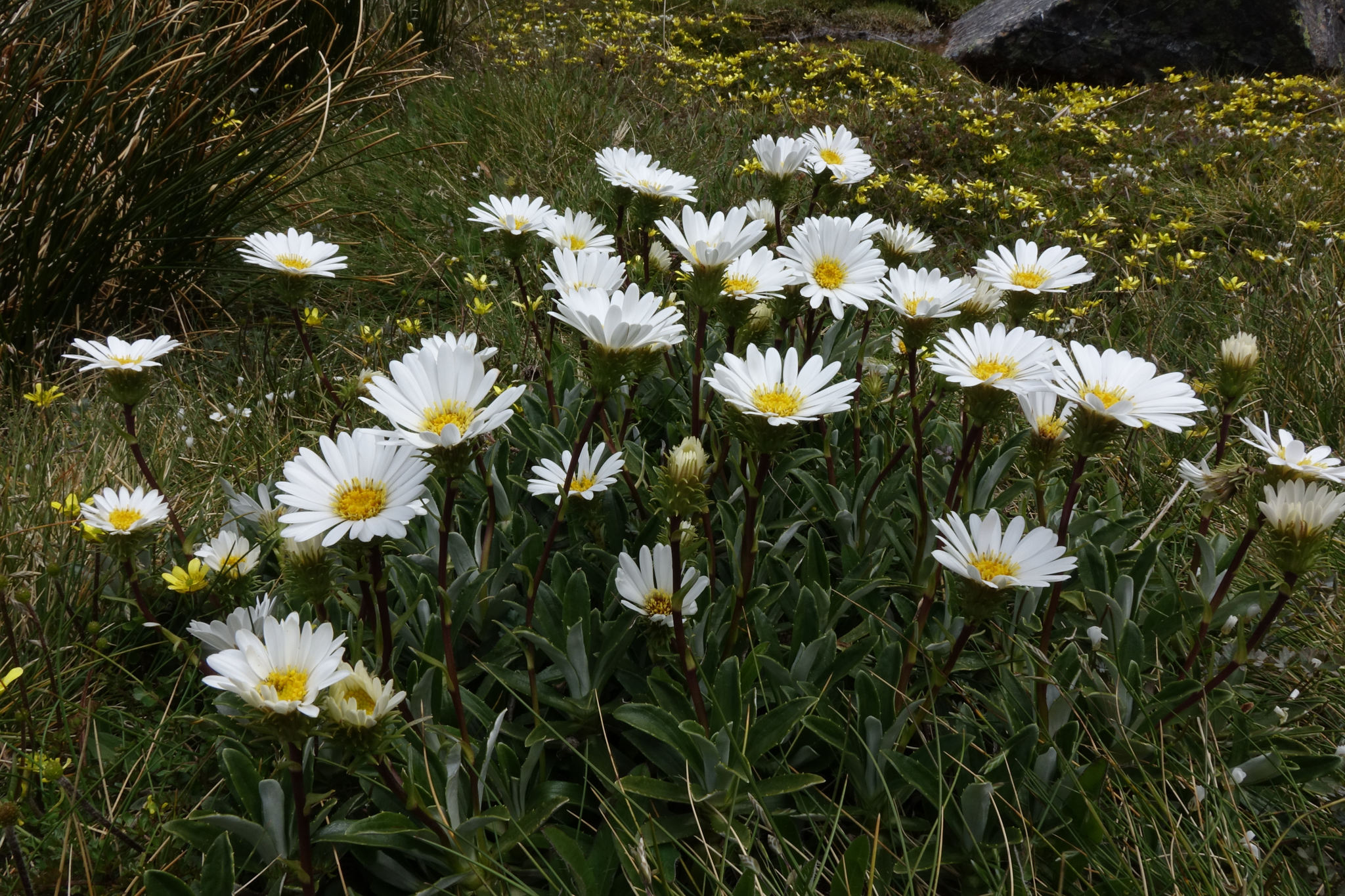
Celmisia angustifolia
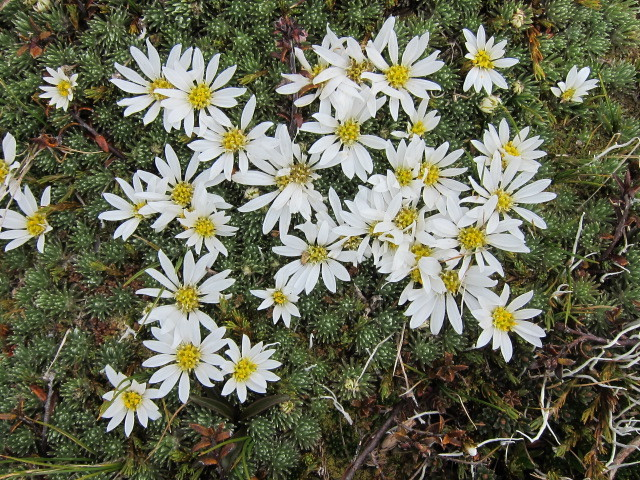
Celmisia argentea
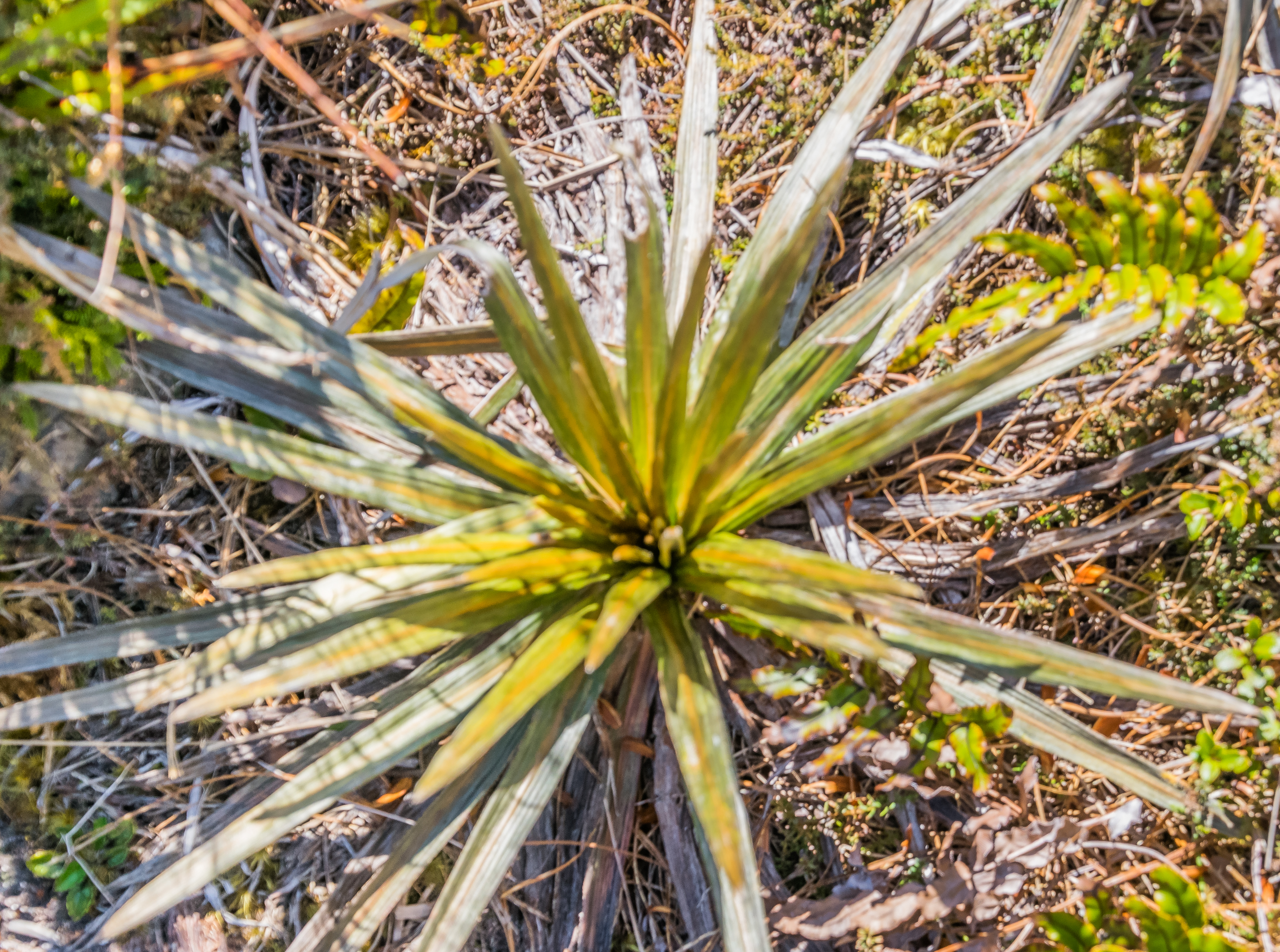
Celmisia armstrongii
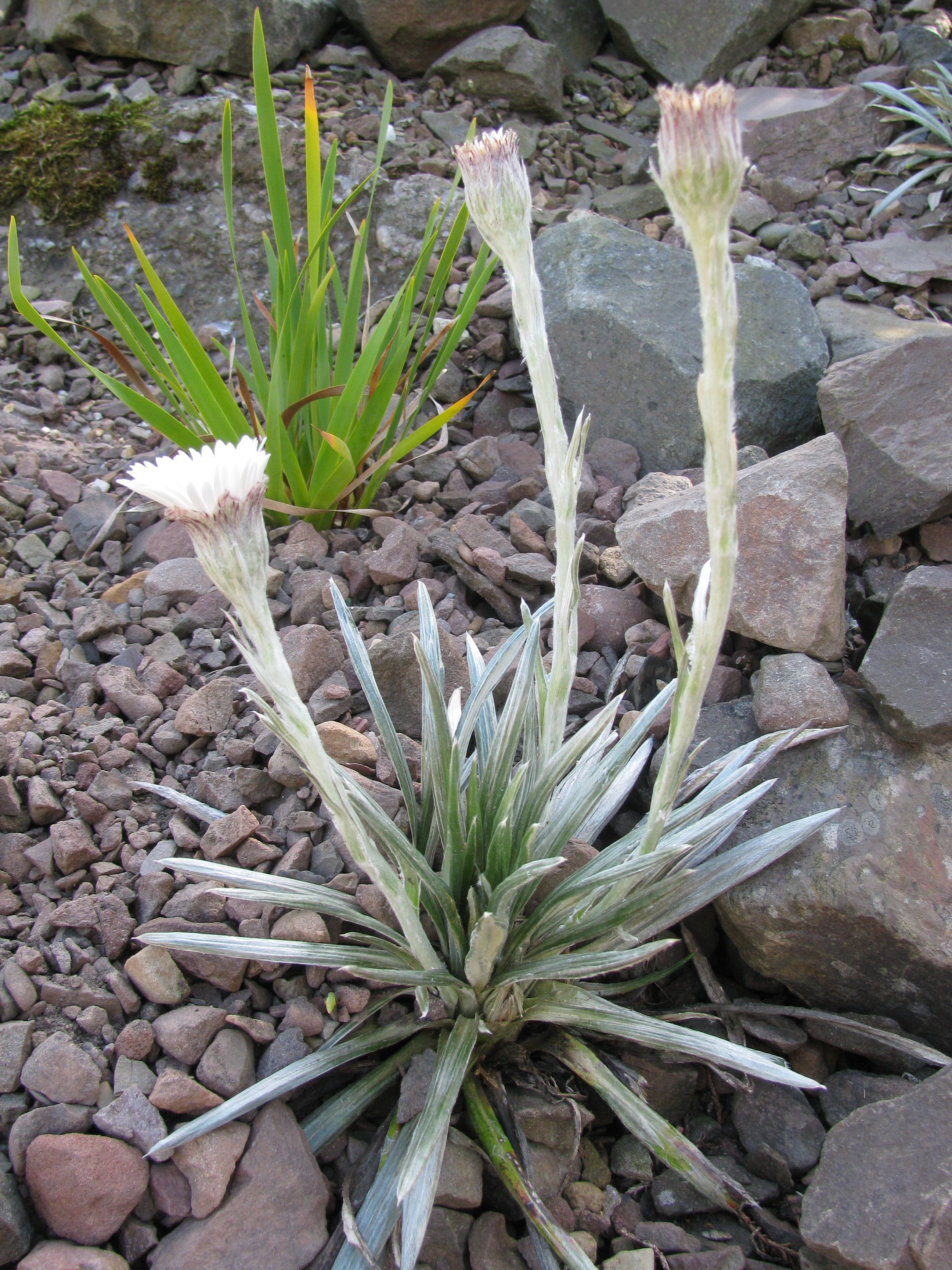
Celmisia asteliifolia

B - C - D
- Celmisia bellidioides Hook.f.
- Celmisia bonplandii (Buchanan) Allan
- Celmisia brevifolia Cockayne ex Cheeseman
- Celmisia clavata G.Simpson & J.S.Thomson
- Celmisia cockayneana Petrie
- Celmisia compacta Cheeseman
- Celmisia cordatifolia Buchanan
- Celmisia coriacea (G.Forst.) Hook.f.
- Celmisia costiniana M.Gray & Given
- Celmisia dallii Buchanan
- Celmisia densiflora Hook.f.
- Celmisia discolor Hook.f.
- Celmisia dubia Cheeseman
- Celmisia durietzii Cockayne & Allan

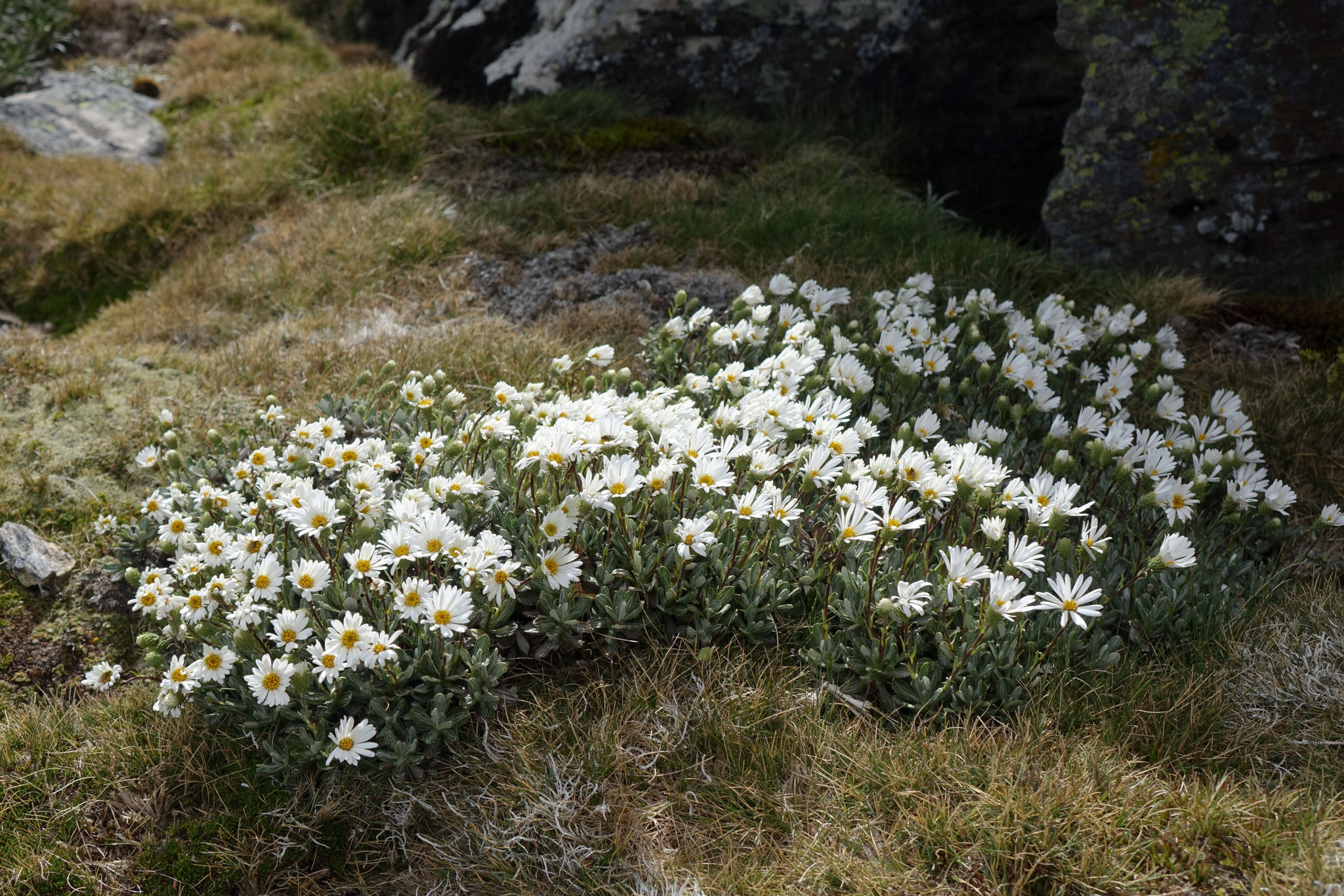
Celmisia brevifolia
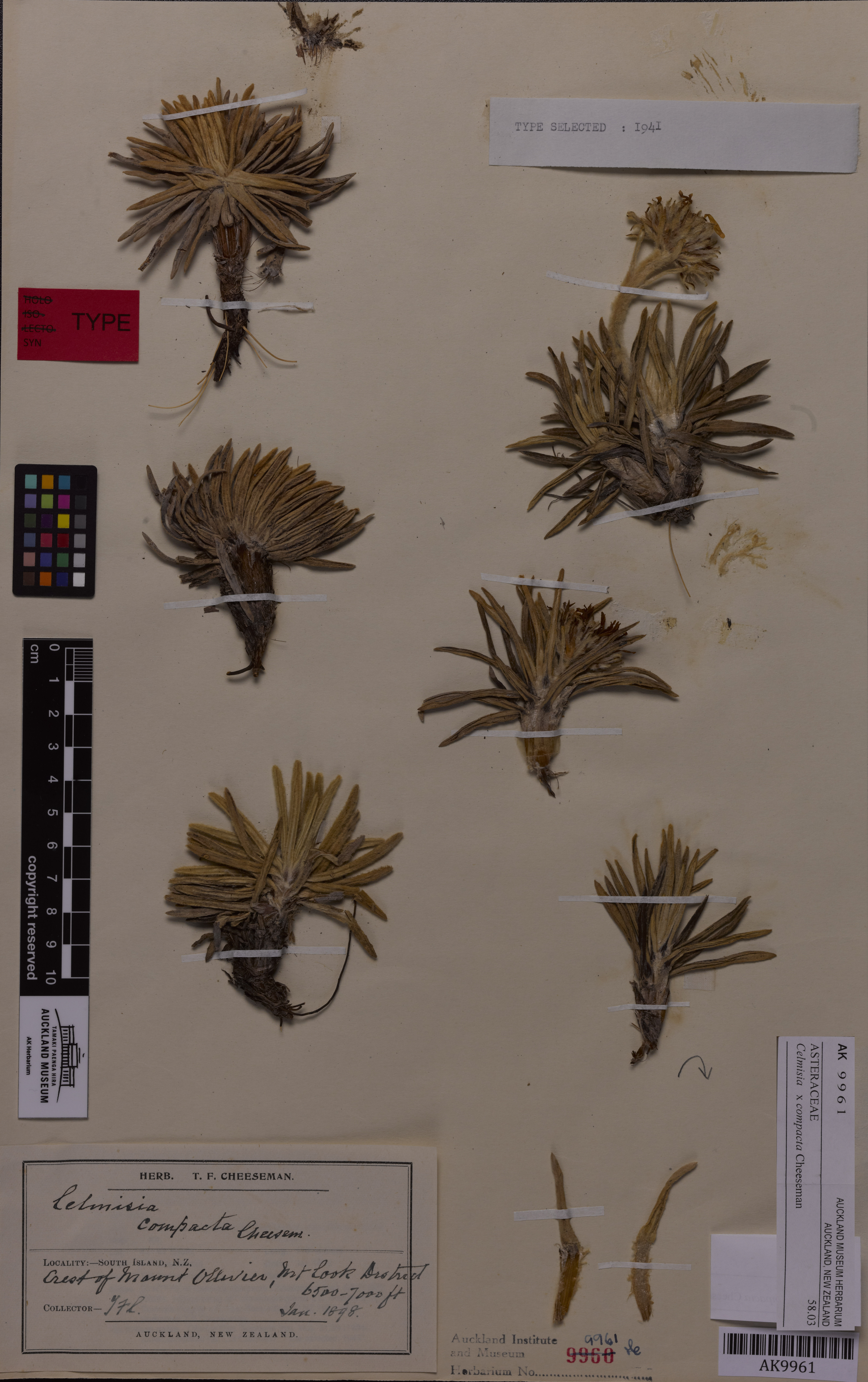
Celmisia compacta
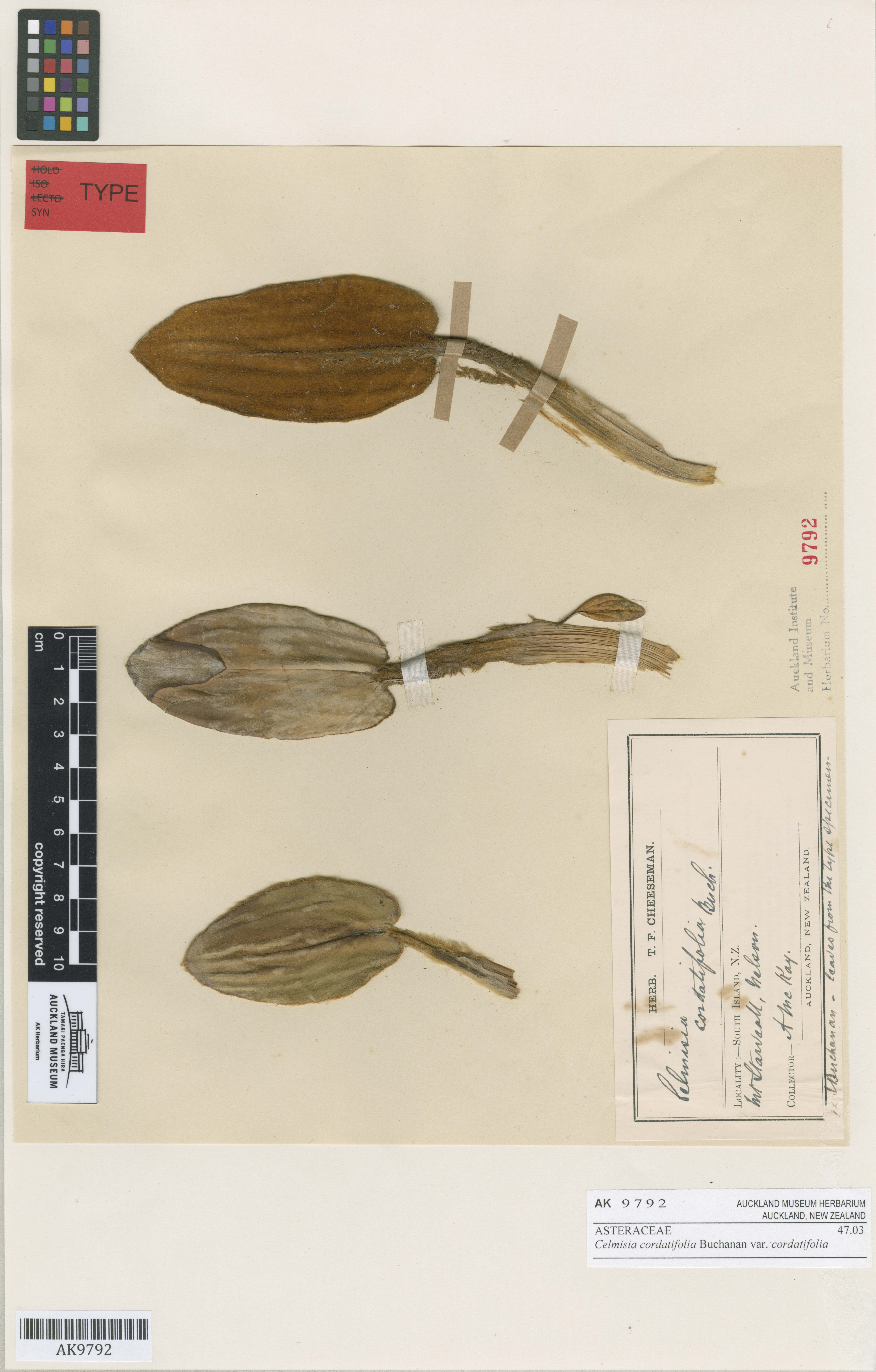
Celmisia cordatifolia
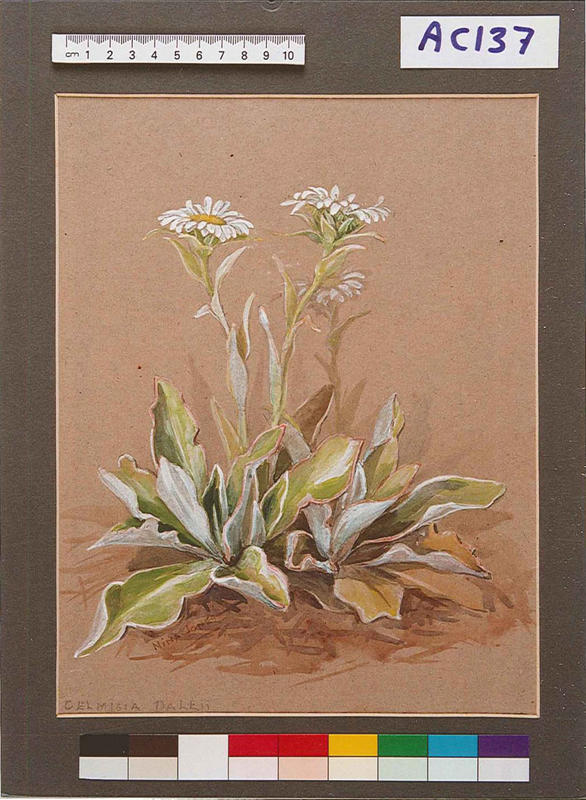
Celmisia dallii
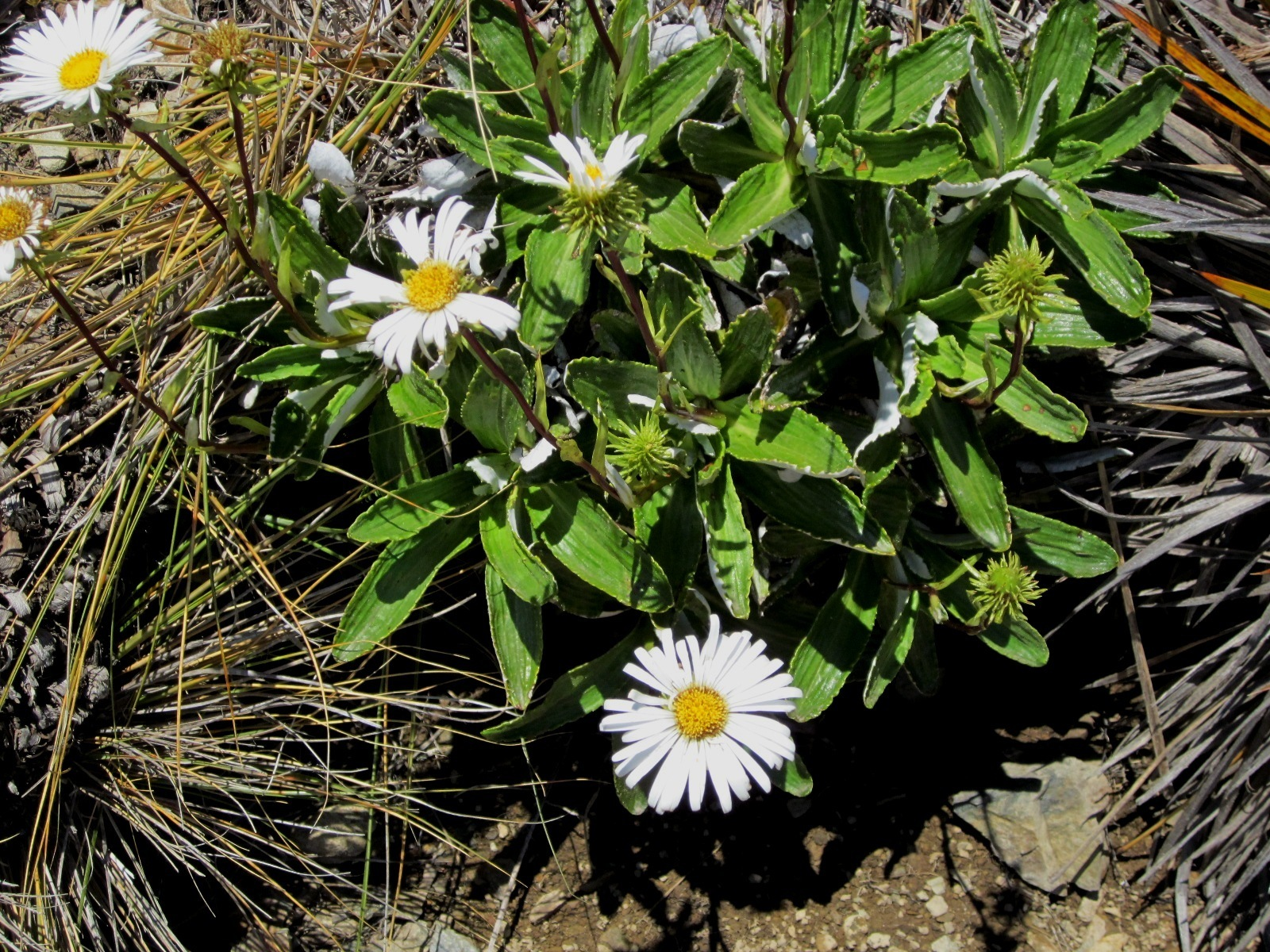
Celmisia densiflora
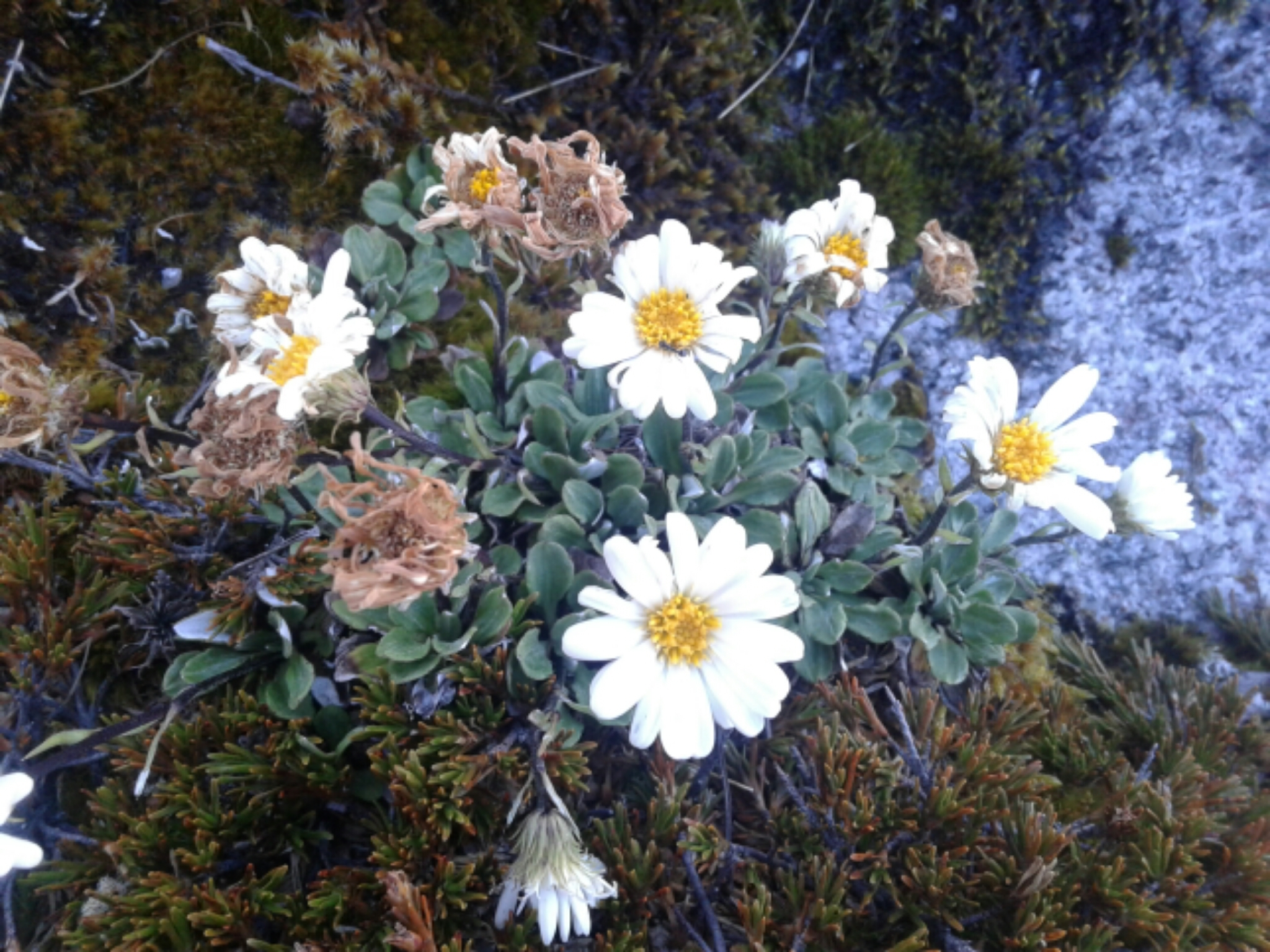
Celmisia discolor
Celmisia dubia

G - H 
- Celmisia gibbsii Cheeseman
- Celmisia glabrescens Petrie
- Celmisia glandulosa Hook.f.
- Celmisia gracilenta Hook.f.
- Celmisia graminifolia Hook.f.
- Celmisia haastii Hook.f.
- Celmisia hectorii Hook.f.
- Celmisia hieraciifolia Hook.f.
- Celmisia holosericea (G.Forst.) Hook.f.
- Celmisia hookeri Cockayne

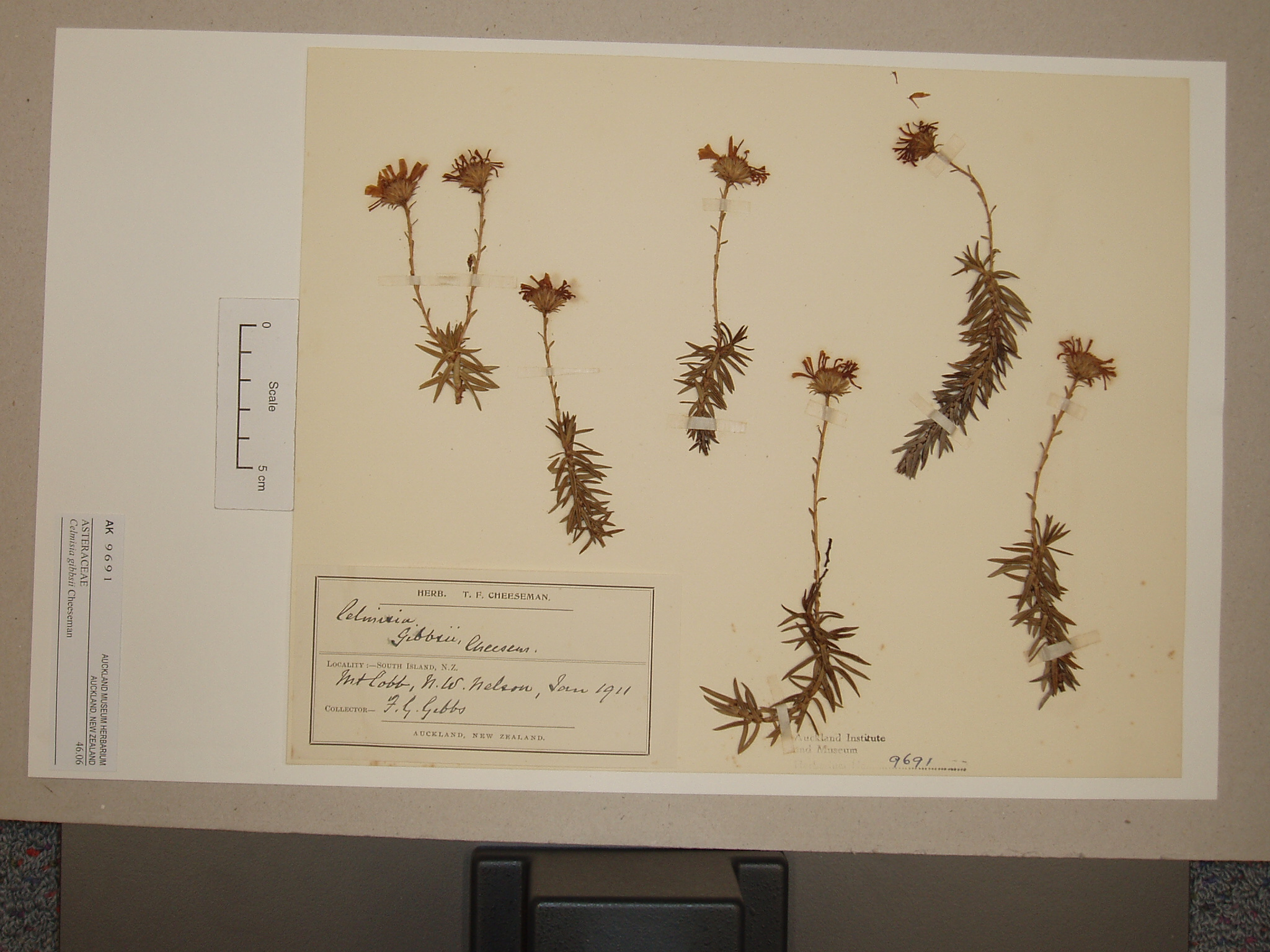
Celmisia gibbsii
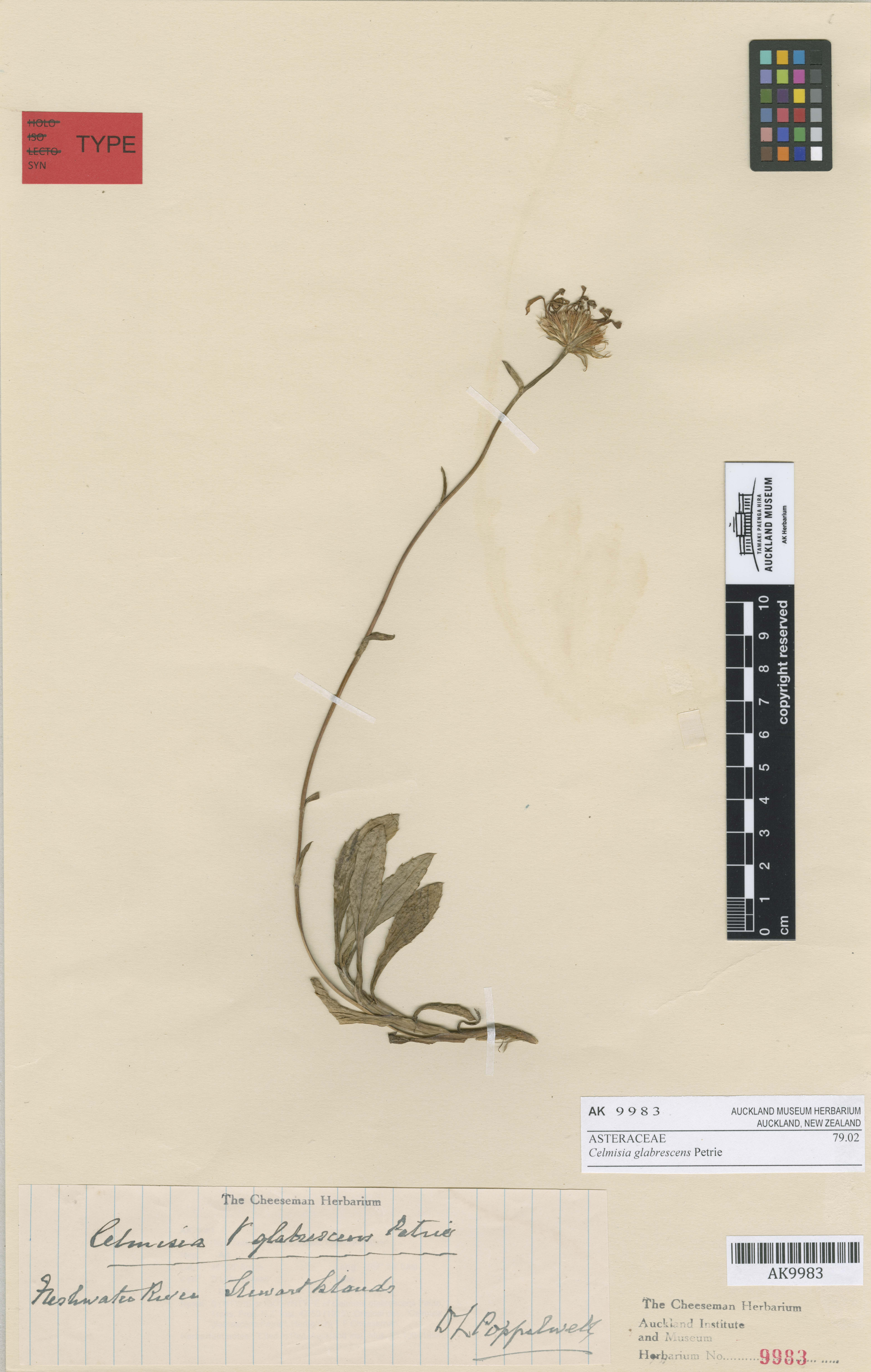
Celmisia glabrescens
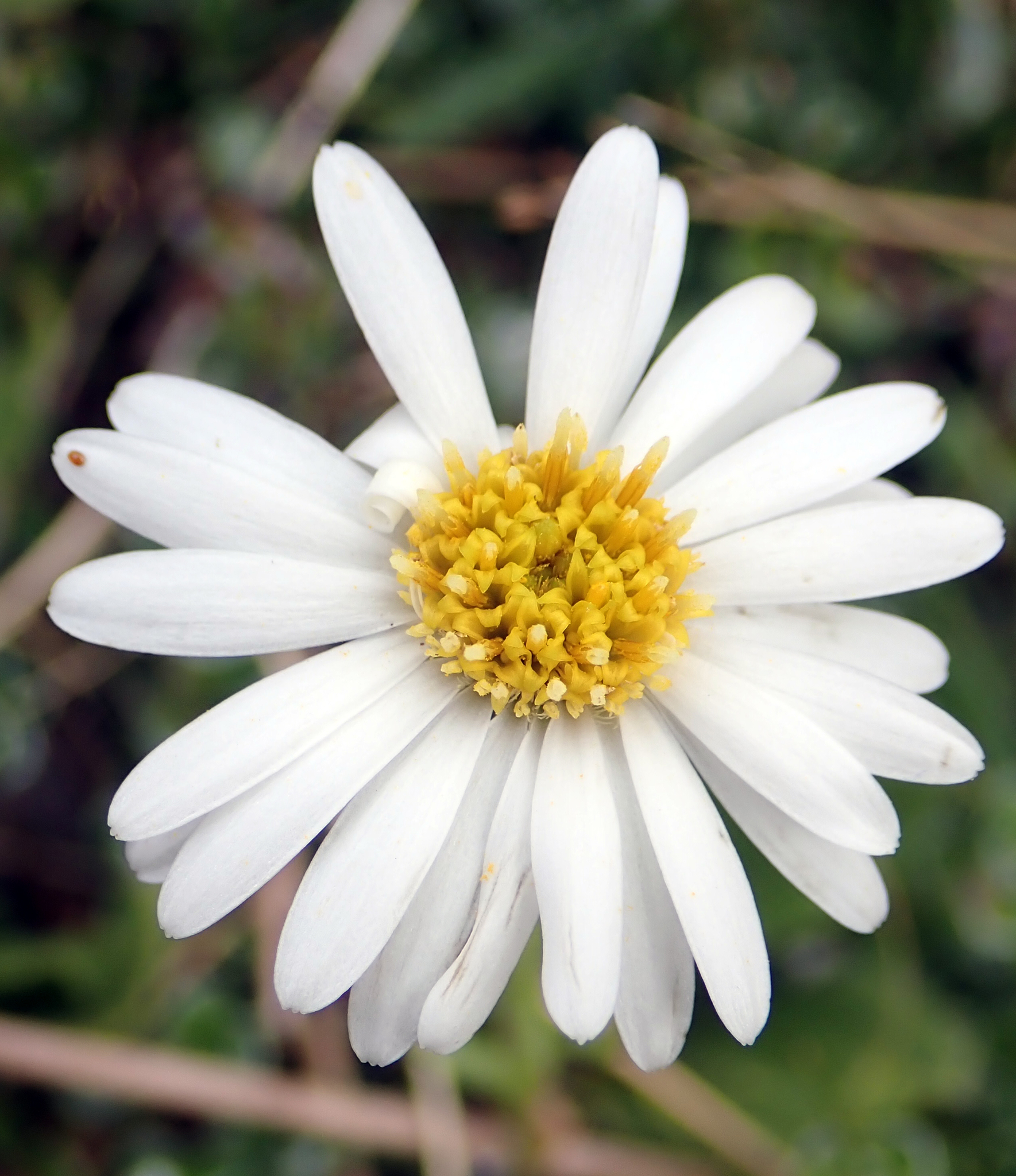
Celmisia glandulosa
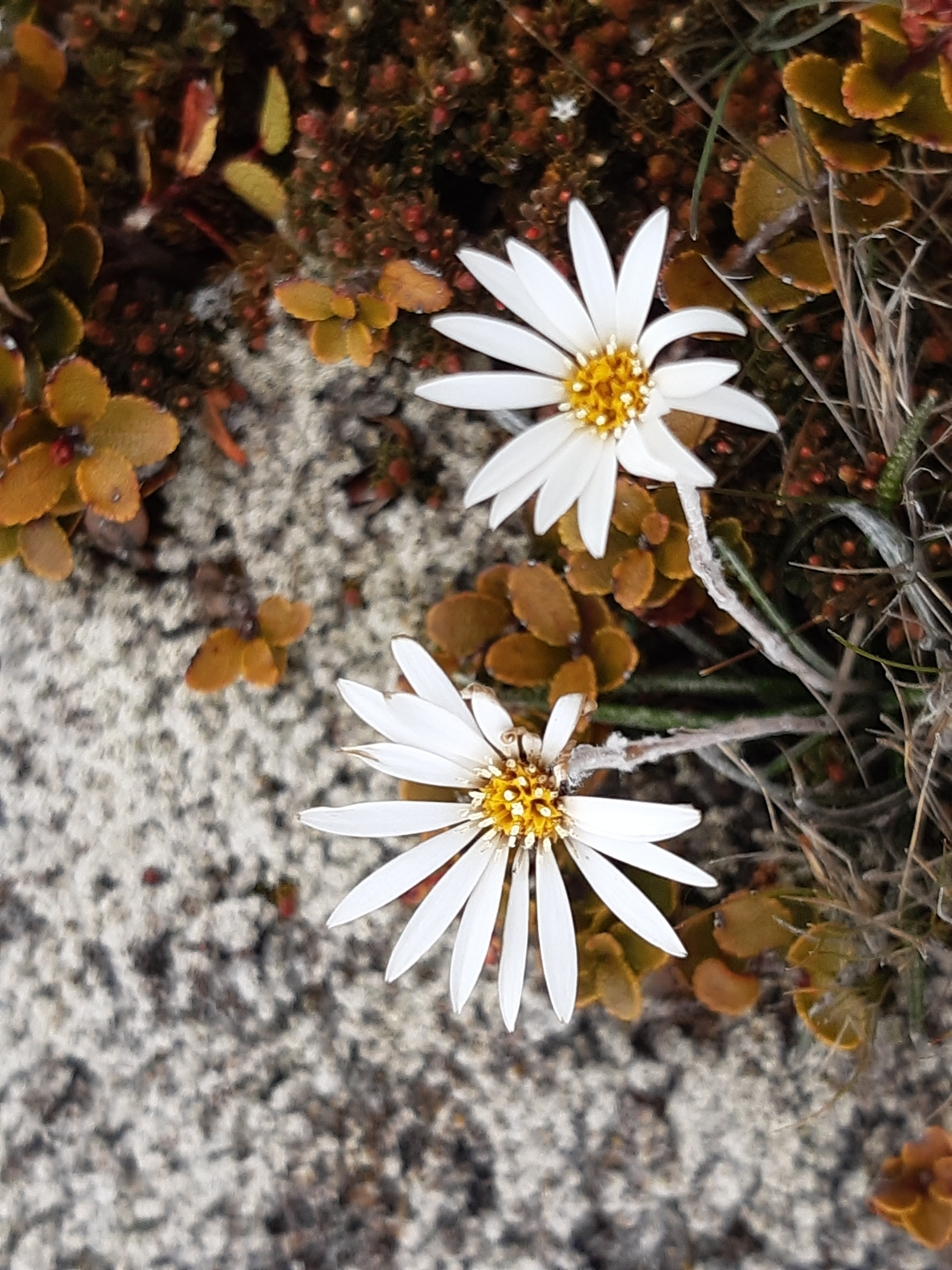
Celmisia gracilenta
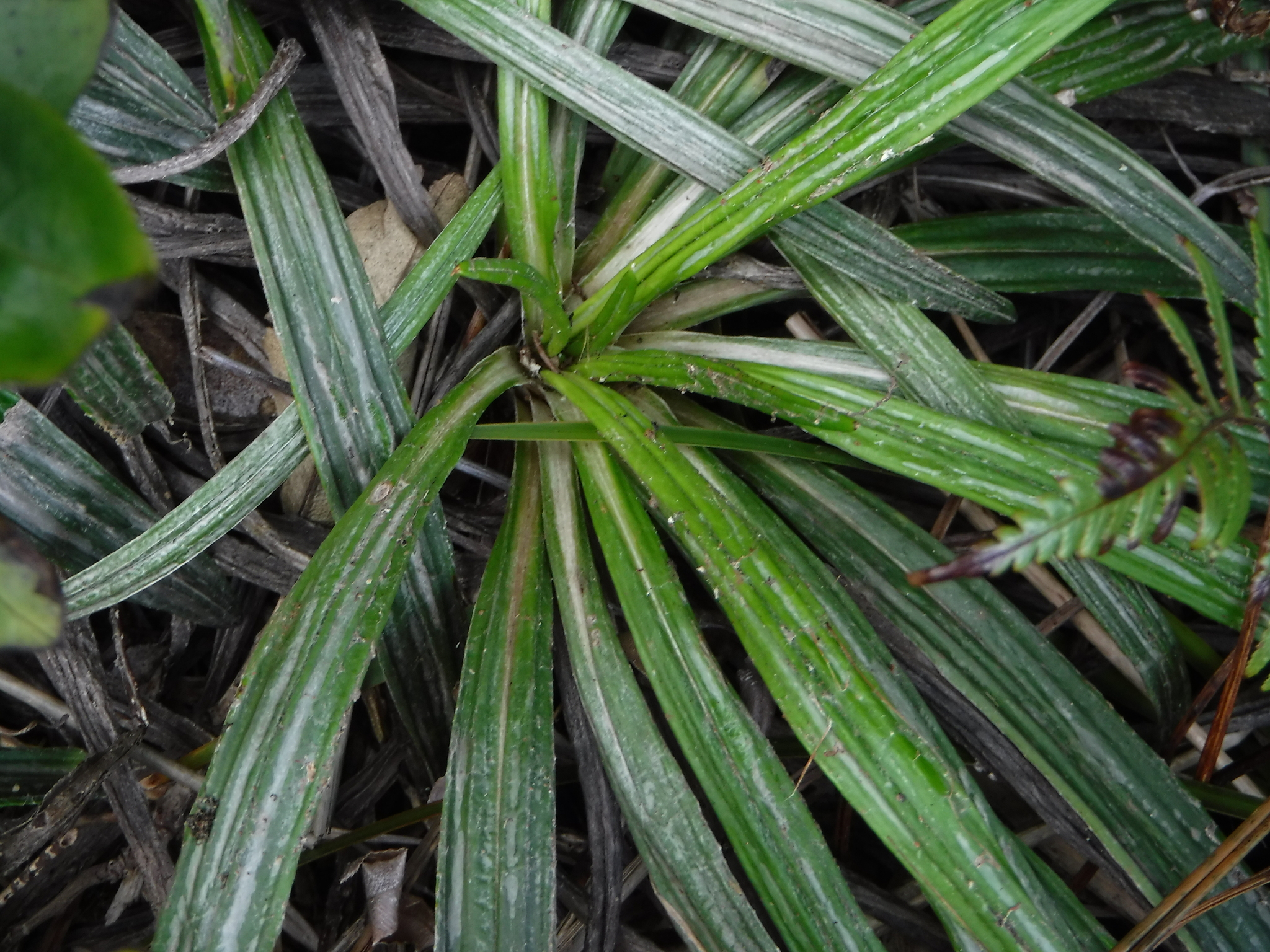
Celmisia graminifolia
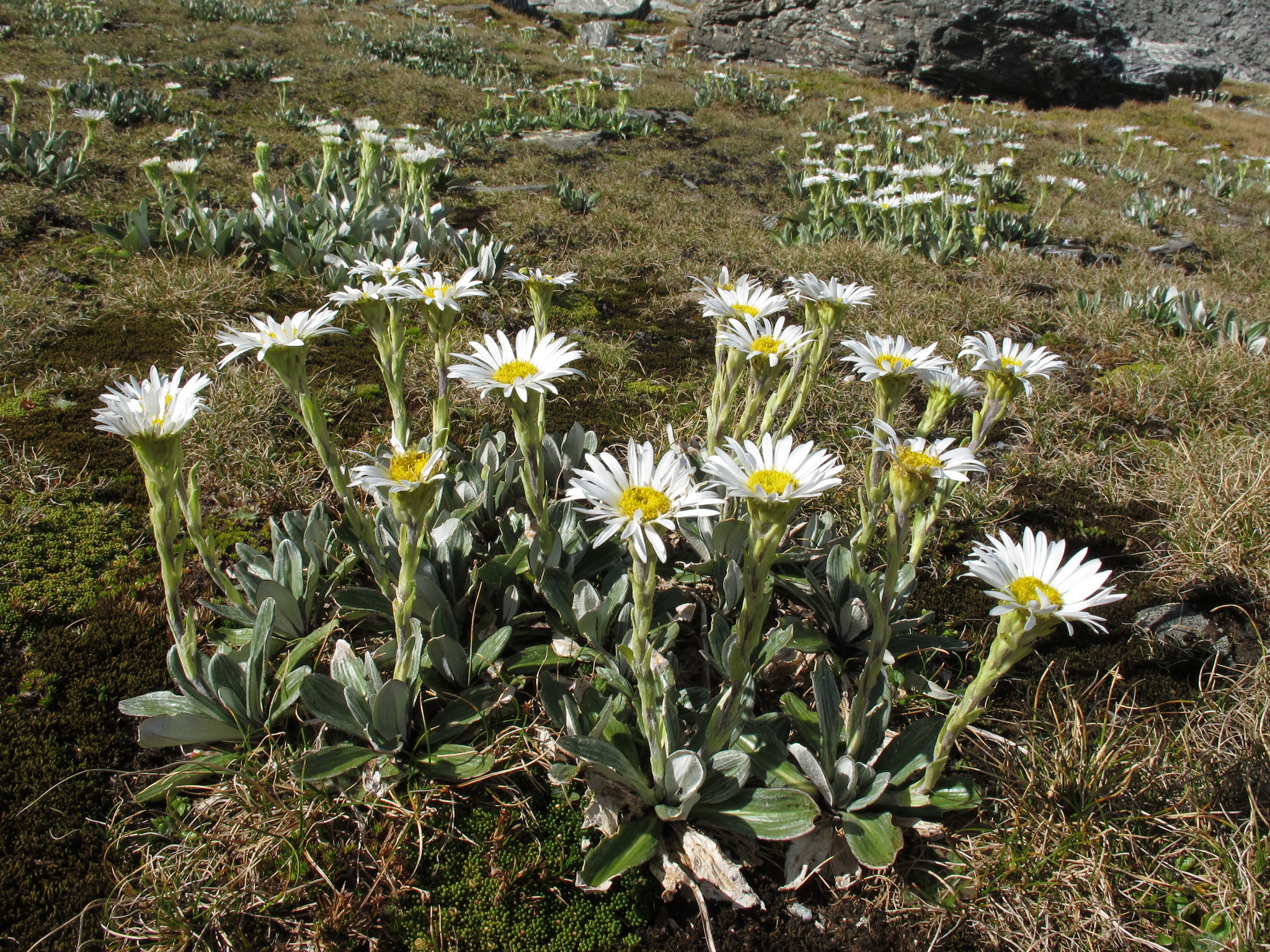
Celmisia haastii
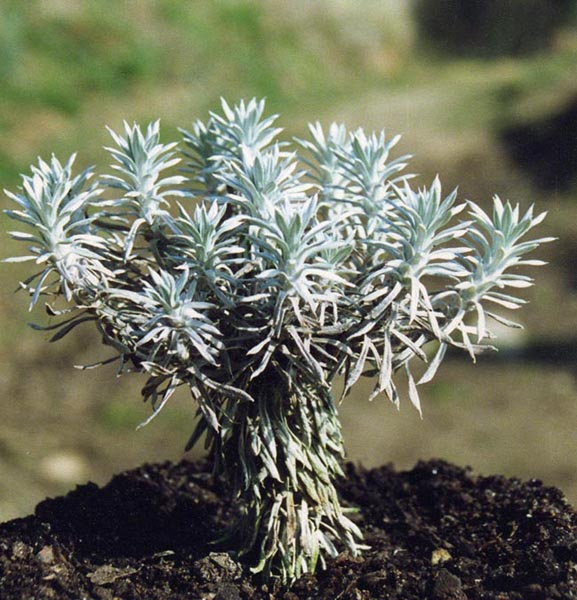
Celmisia hectori
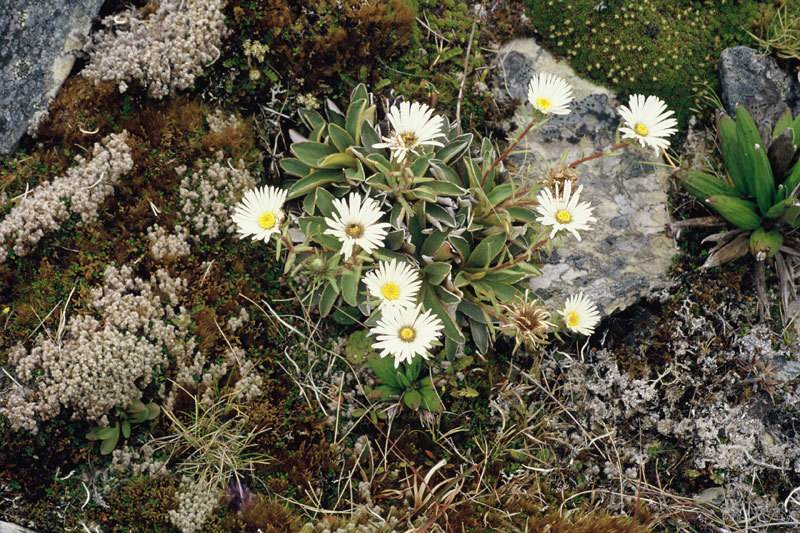
Celmisia hieraciifolia
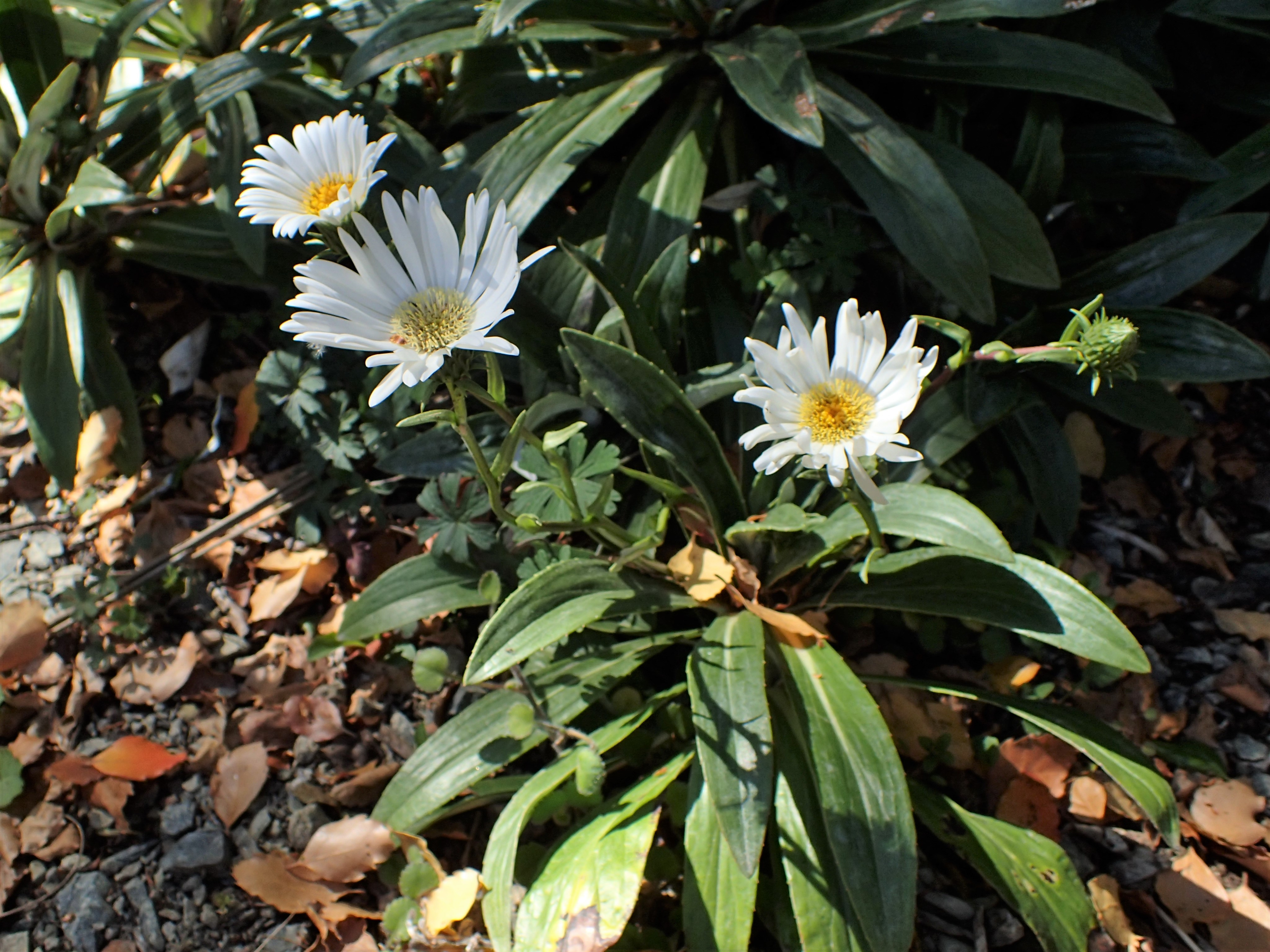
Celmisia holosericea

I - L - M
- Celmisia inaccessa Given
- Celmisia incana Hook.f.
- Celmisia insignis W.Martin
- Celmisia laricifolia Hook.f.
- Celmisia lateralis Buchanan
- Celmisia latifolia (Benth.) M.Gray & Given
- Celmisia lindsayi Hook.f.
- Celmisia longifolia Cass.
- Celmisia lyallii Hook.f.
- Celmisia mackaui Raoul
- Celmisia macmahonii Kirk
- Celmisia major Cheeseman
- Celmisia markii W.G.Lee & Given
- Celmisia monroi Hook.f.
- Celmisia morganii Cheeseman

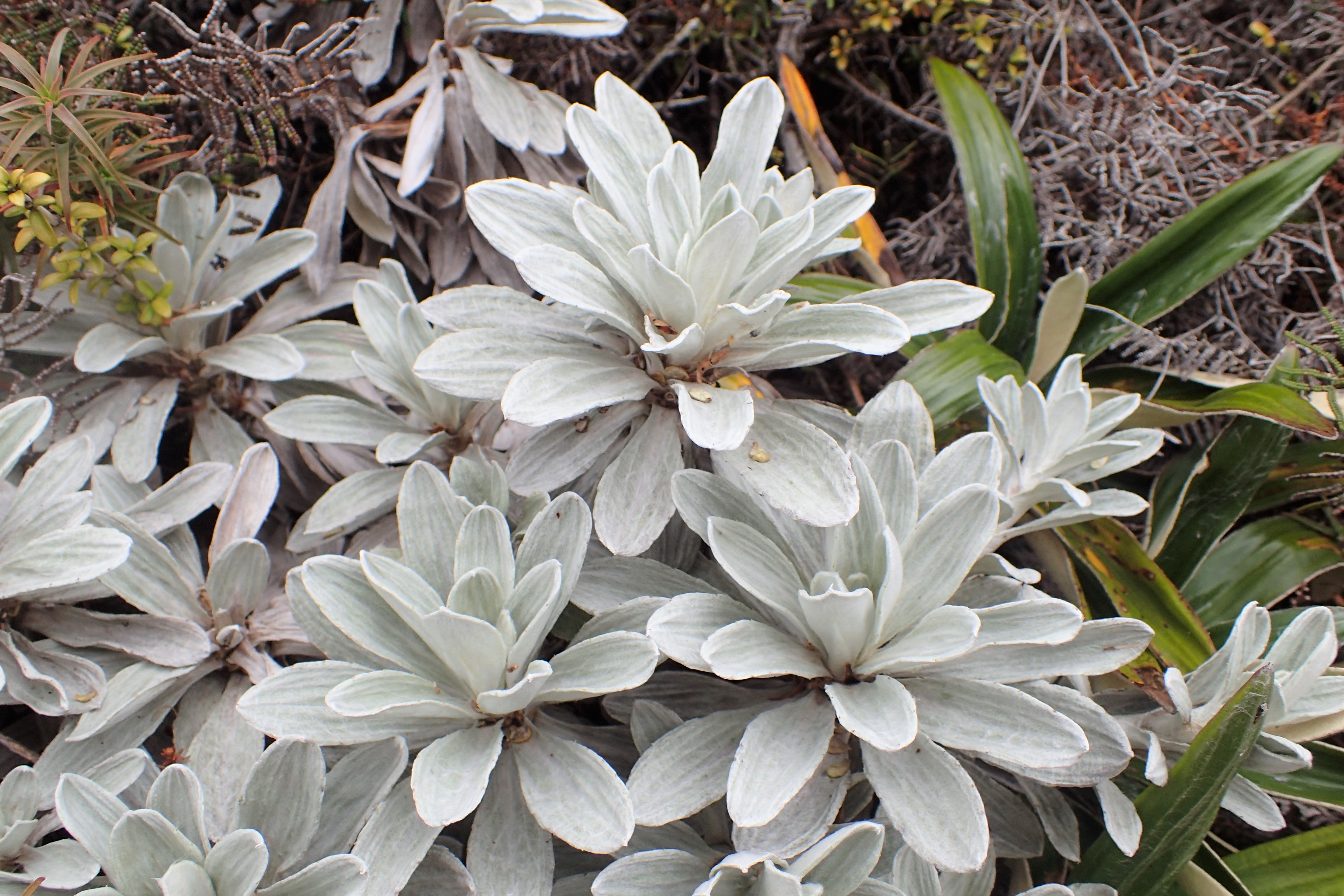
Celmisia incana
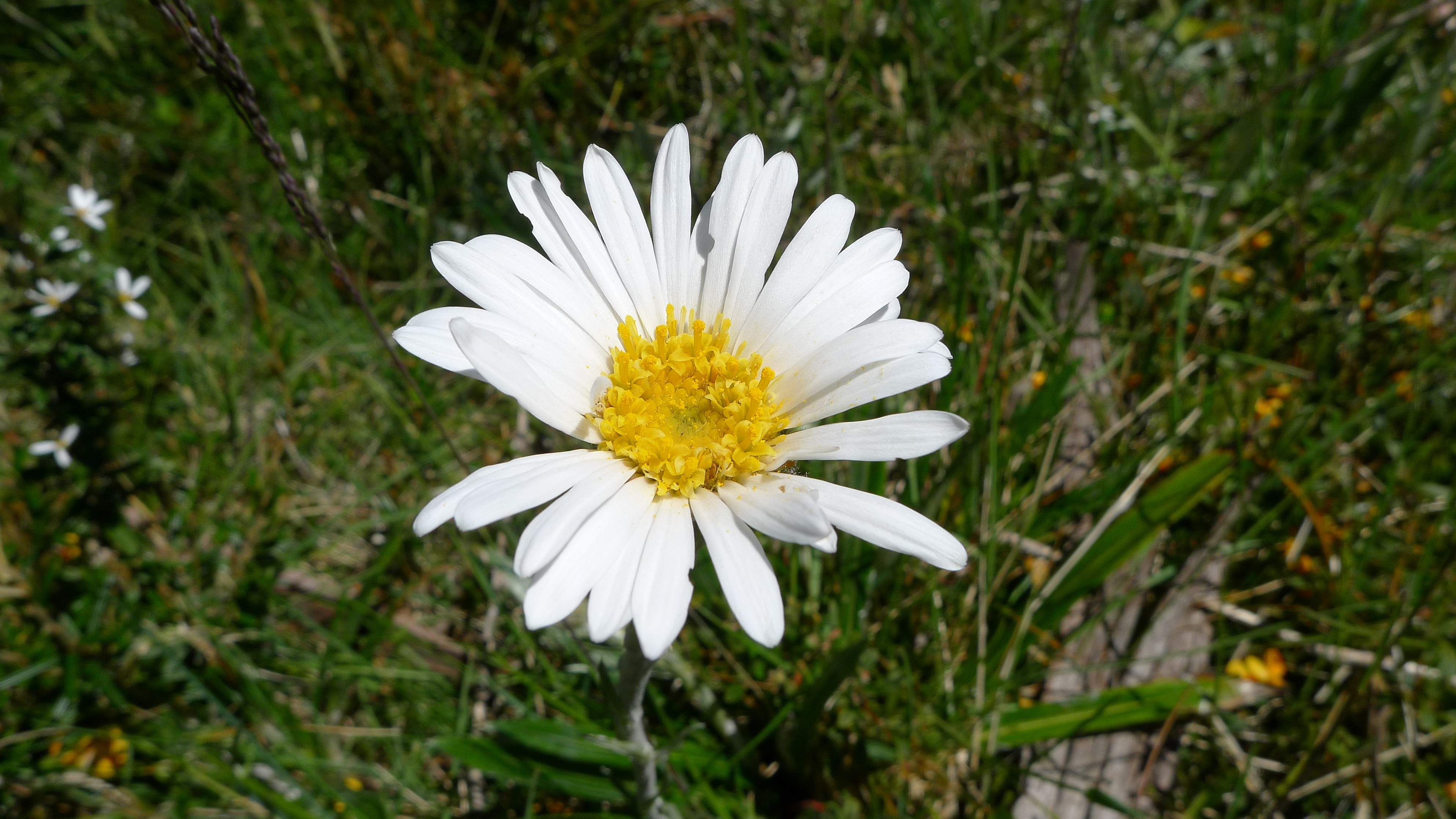
Celmisia longifolia
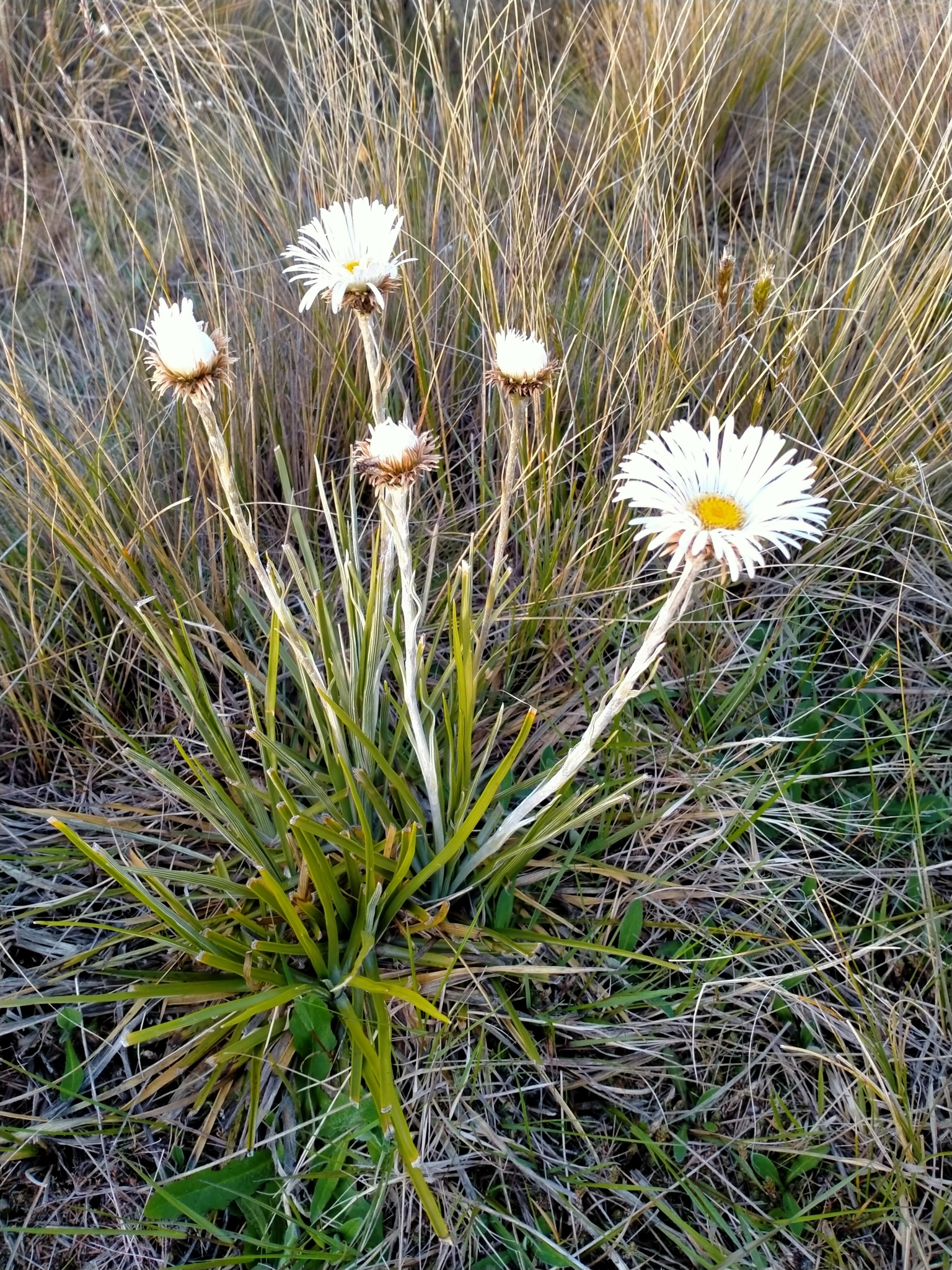
Celmisia lyallii
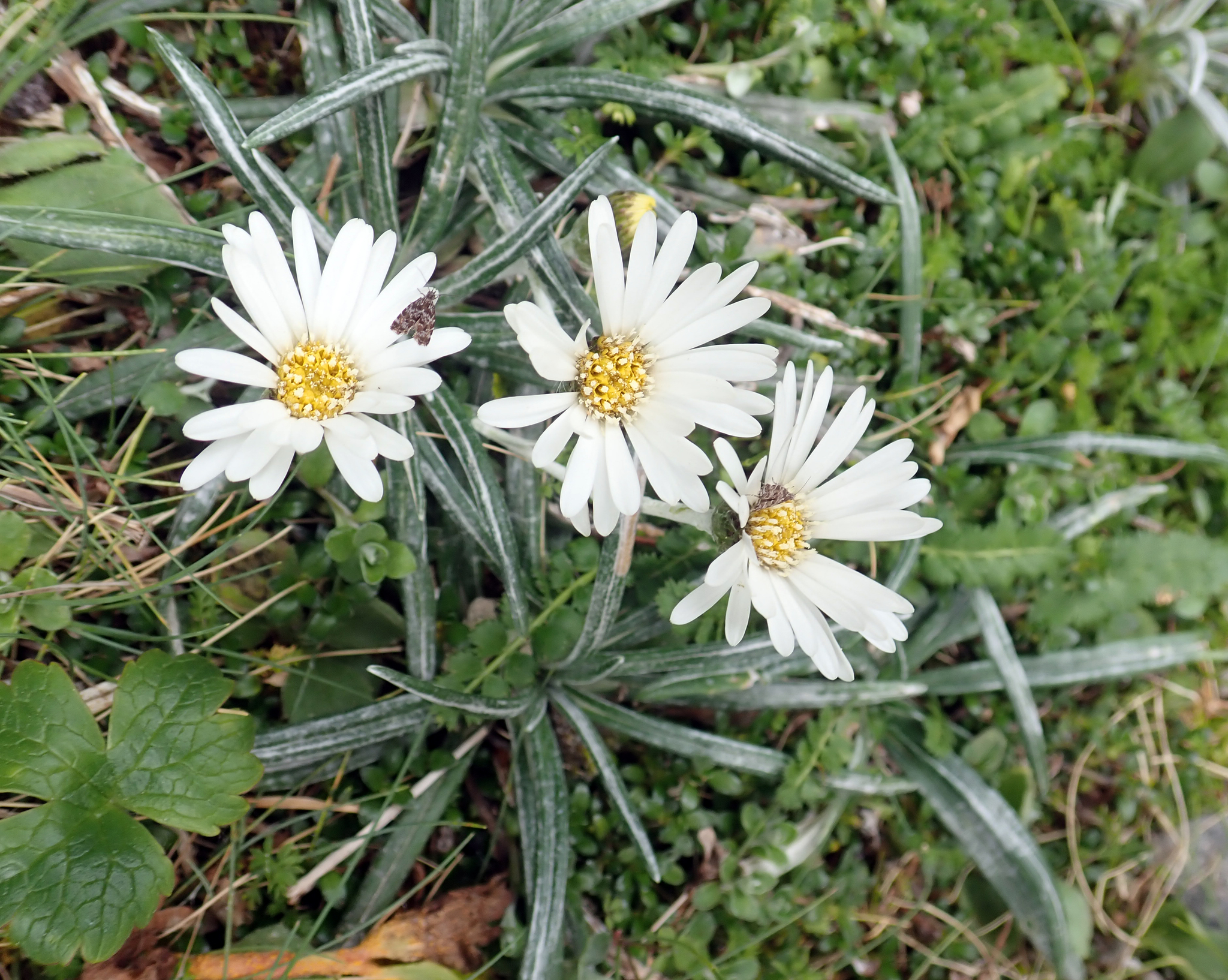
Celmisia major
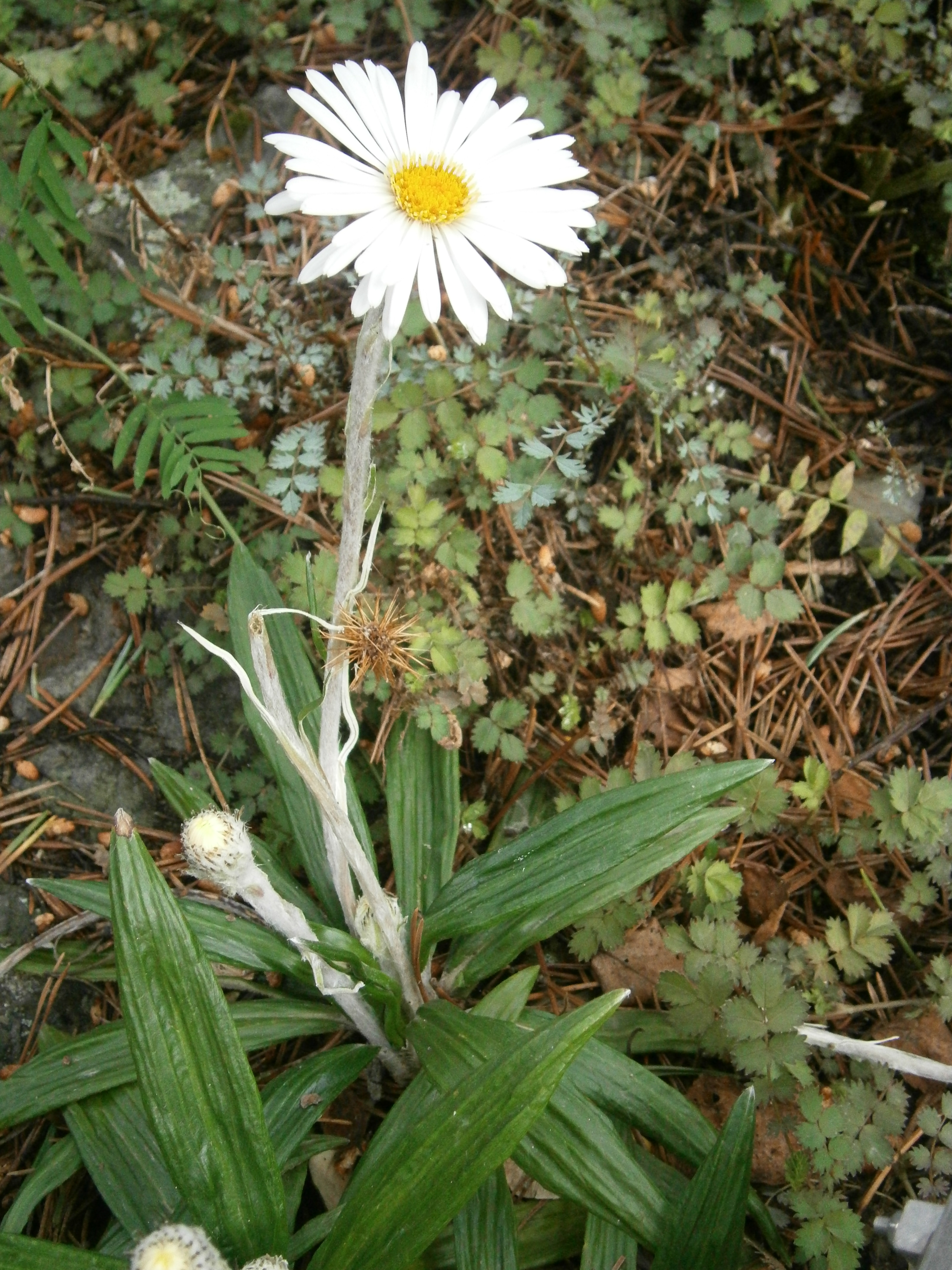
Celmisia monroi
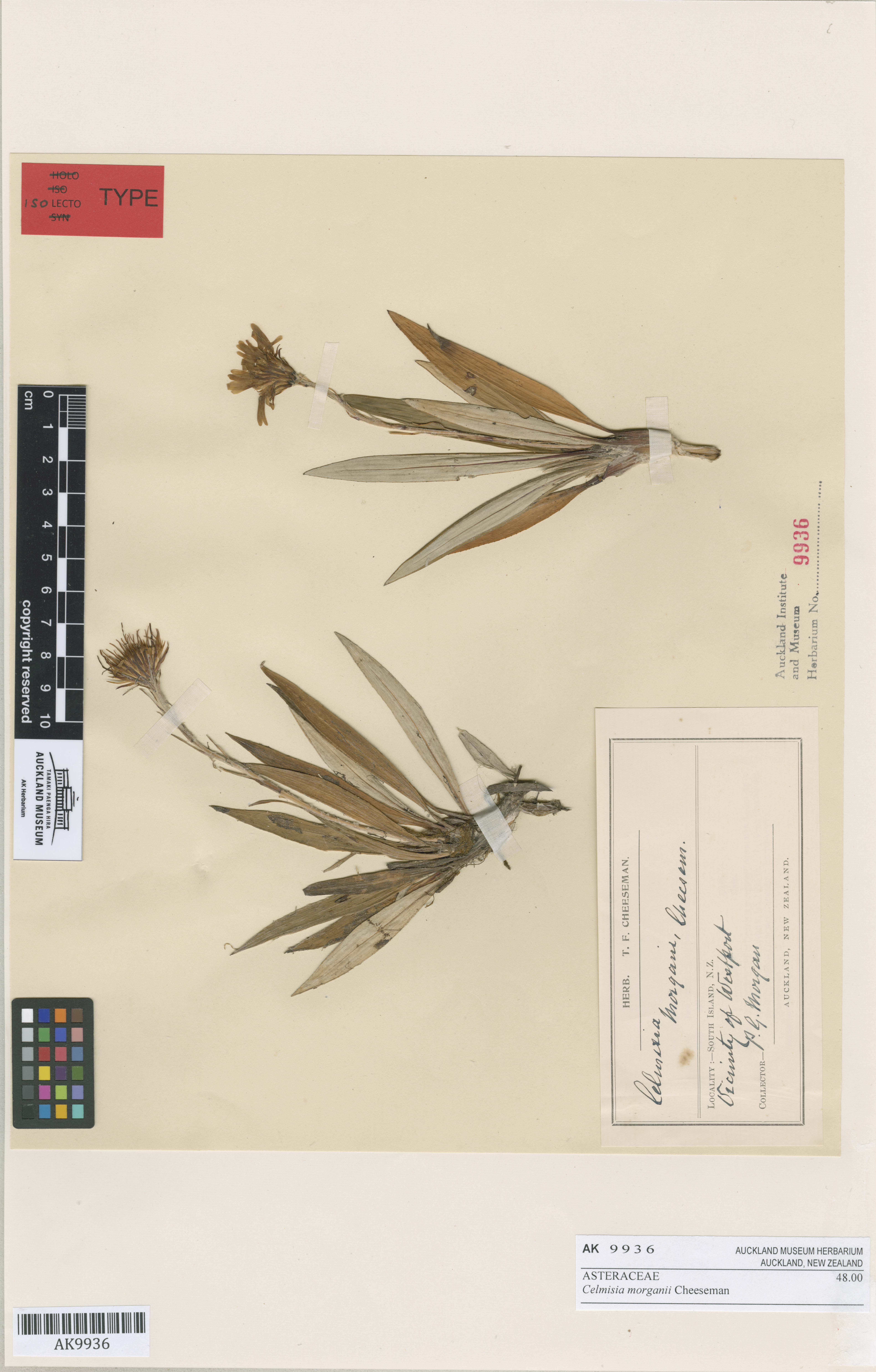
Celmisia morganii

P - R
- Celmisia parva Kirk
- Celmisia petiolata Hook.f.
- Celmisia petriei Cheeseman
- Celmisia philocremna Given
- Celmisia polyvena G.Simpson & J.S.Thomson
- Celmisia praestans Allan
- Celmisia prorepens Petrie
- Celmisia pugioniformis M.Gray & Given
- Celmisia ramulosa Hook.f.
- Celmisia rigida (Kirk) Cockayne
- Celmisia rupestris Cheeseman
- Celmisia rutlandii Kirk

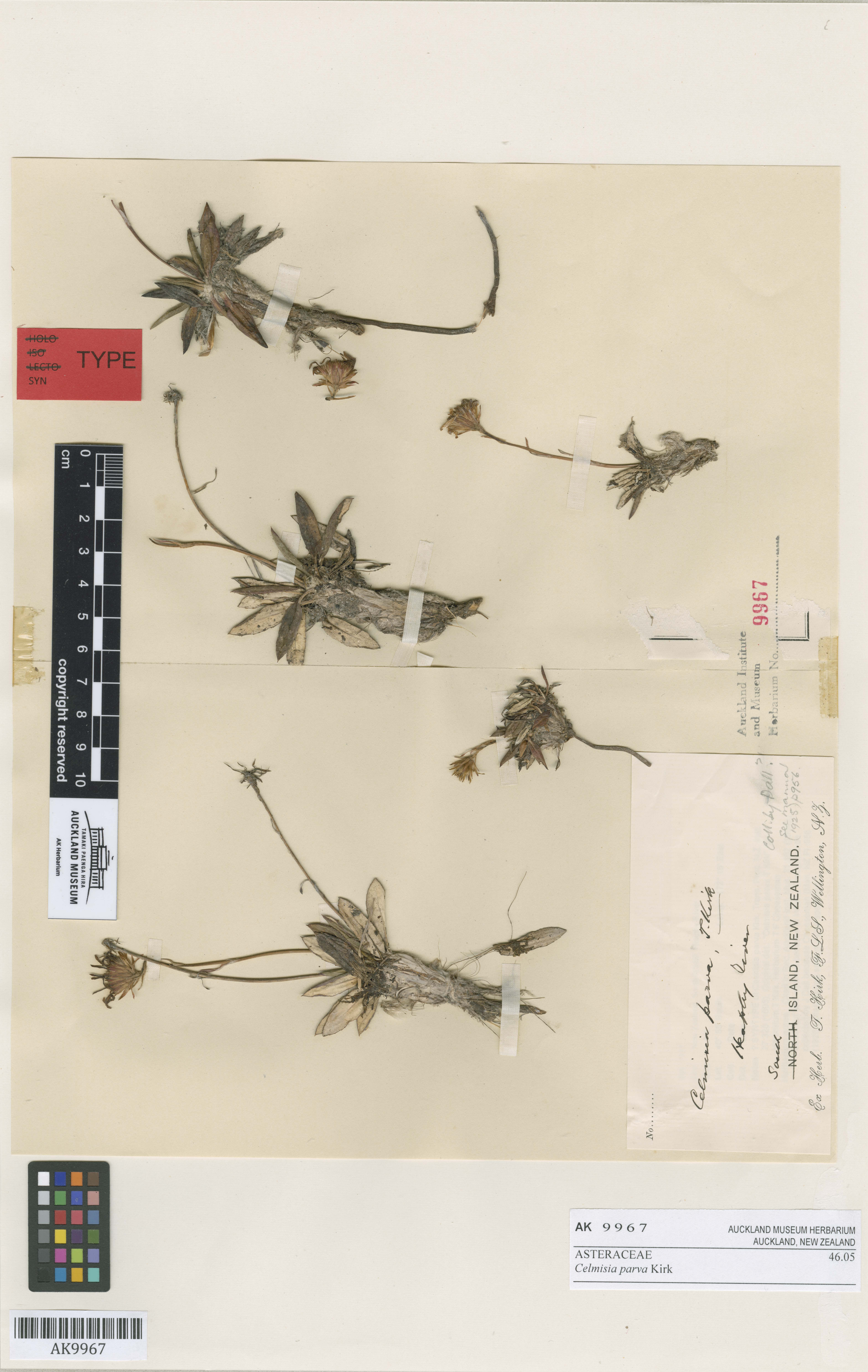
Celmisia parva
Celmisia petriei
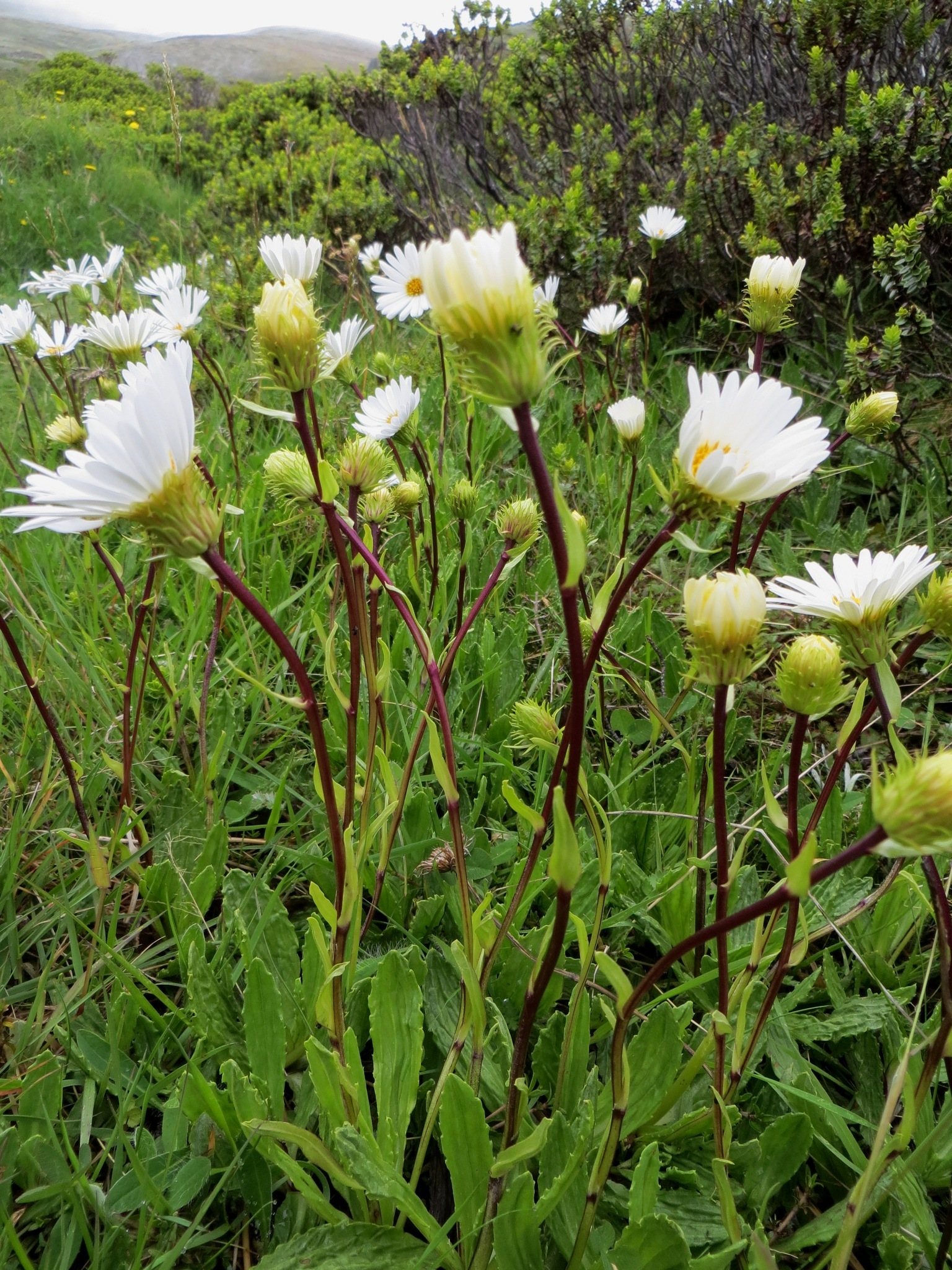
Celmisia prorepens
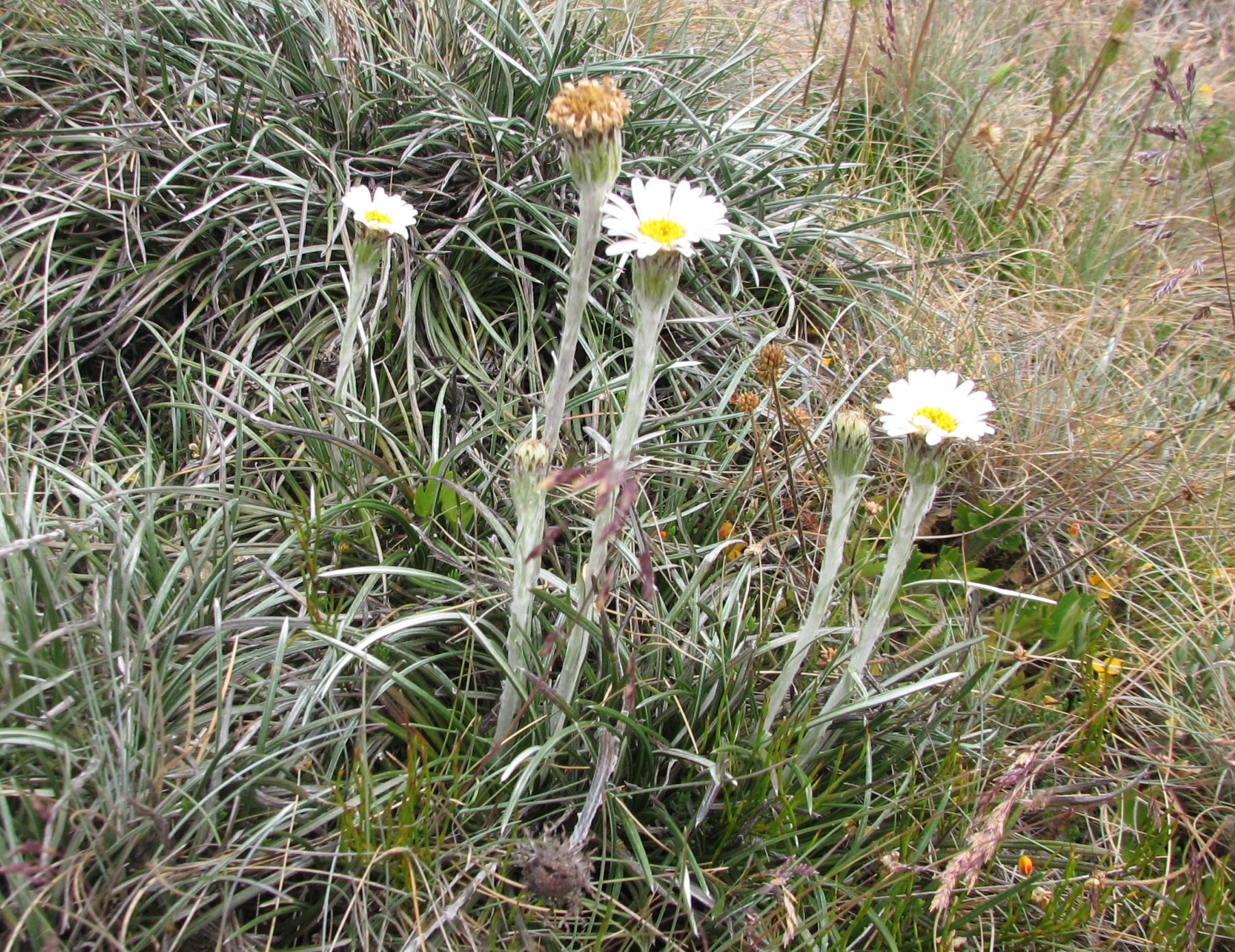
Celmisia pugioniformis
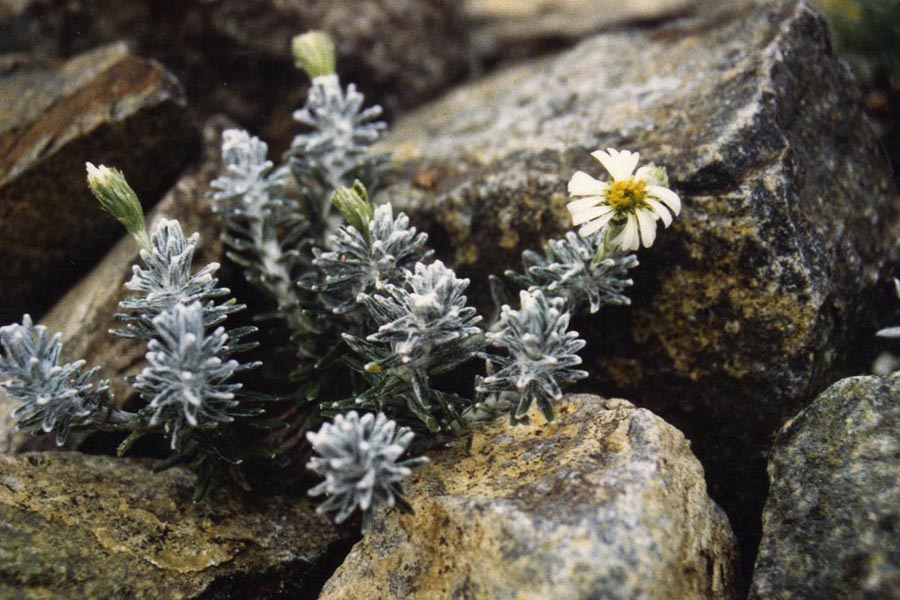
Celmisia ramulosa
Celmisia rutlandii

S- T- V - W
- Celmisia saxifraga (Benth.) W.M.Curtis
- Celmisia semicordata Petrie
- Celmisia sericophylla J.H.Willis
- Celmisia sessiliflora Hook.f.
- Celmisia similis Given
- Celmisia sinclairii Hook.f.
- Celmisia spectabilis Hook.f.
- Celmisia spedenii G.Simpson
- Celmisia thomsonii Cheeseman
- Celmisia tomentella M.Gray & Given
- Celmisia traversii Hook.f.
- Celmisia verbascifolia Hook.f.
- Celmisia vespertina D.R.Given
- Celmisia viscosa Hook.f.
- Celmisia walkeri Kirk

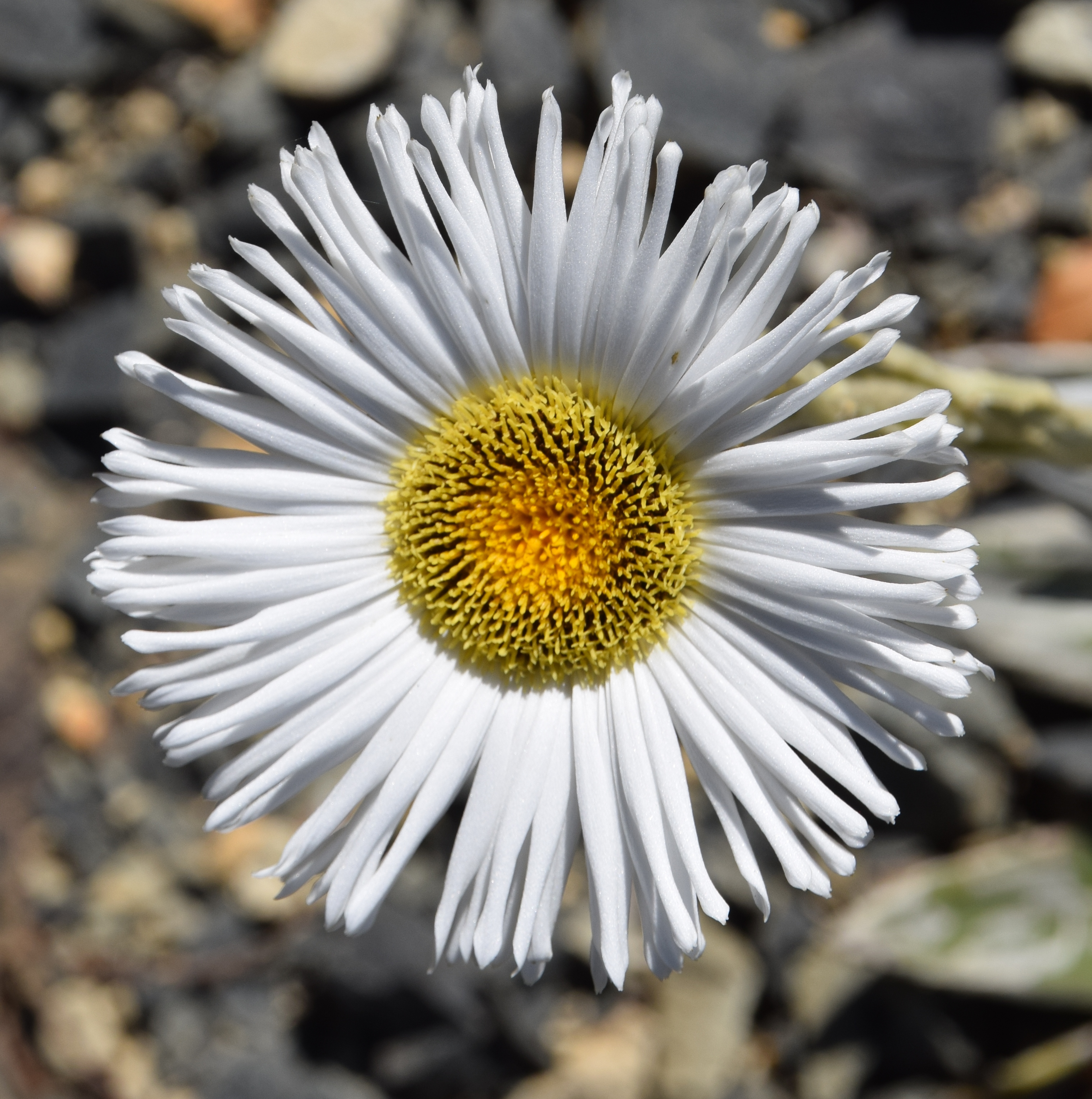
Celmisia semicordata
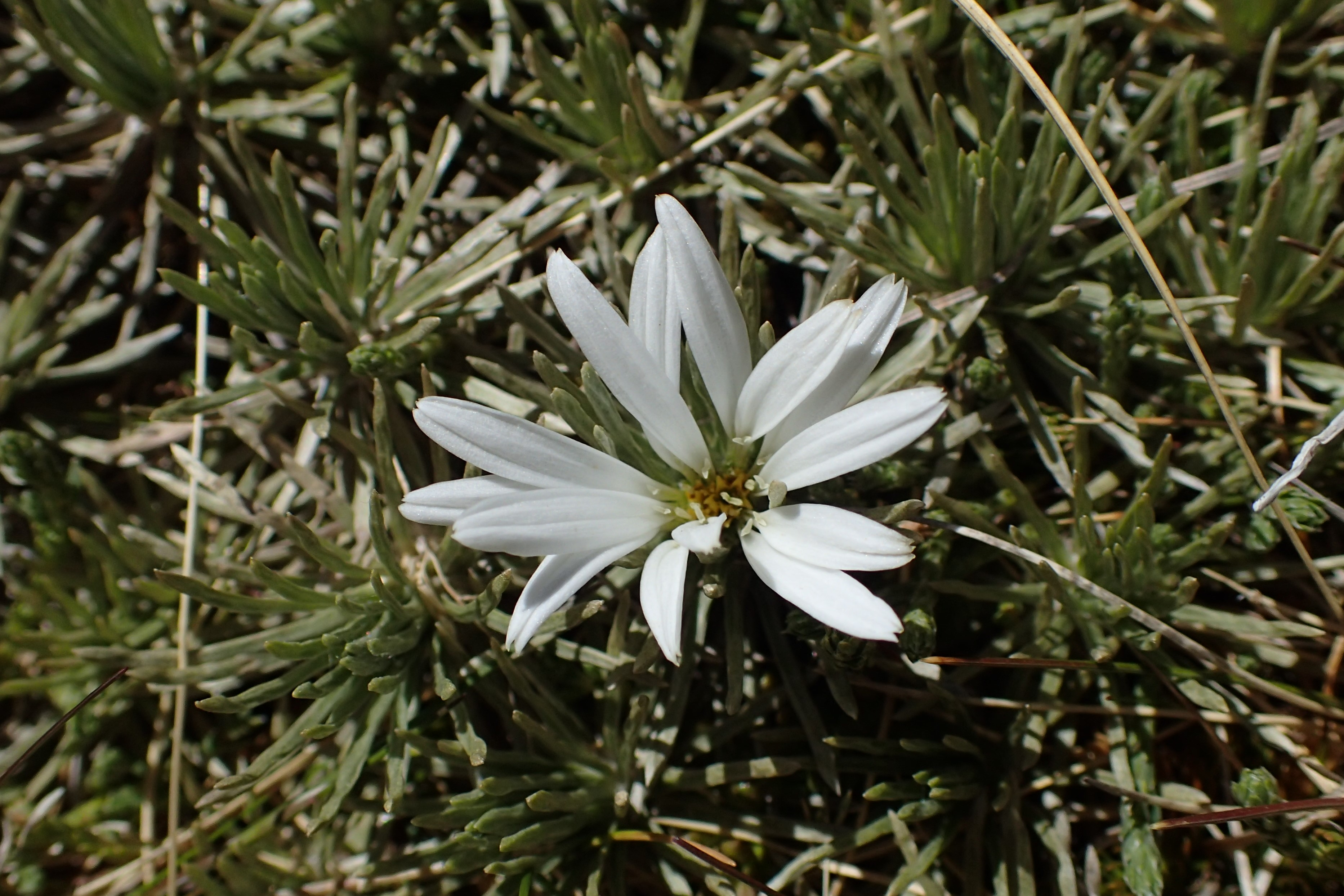
Celmisia sessiliflora
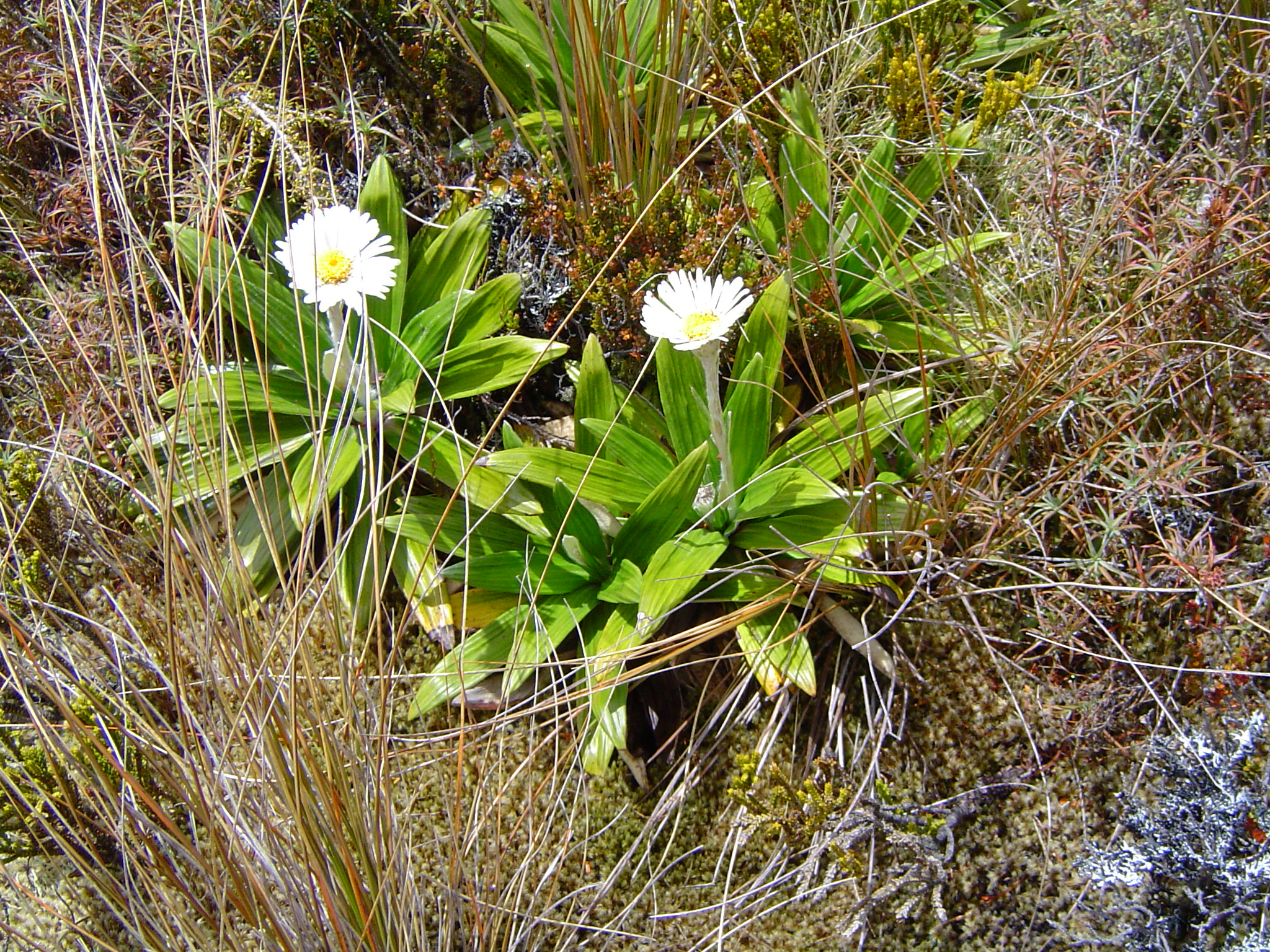
Celmisia spectabilis
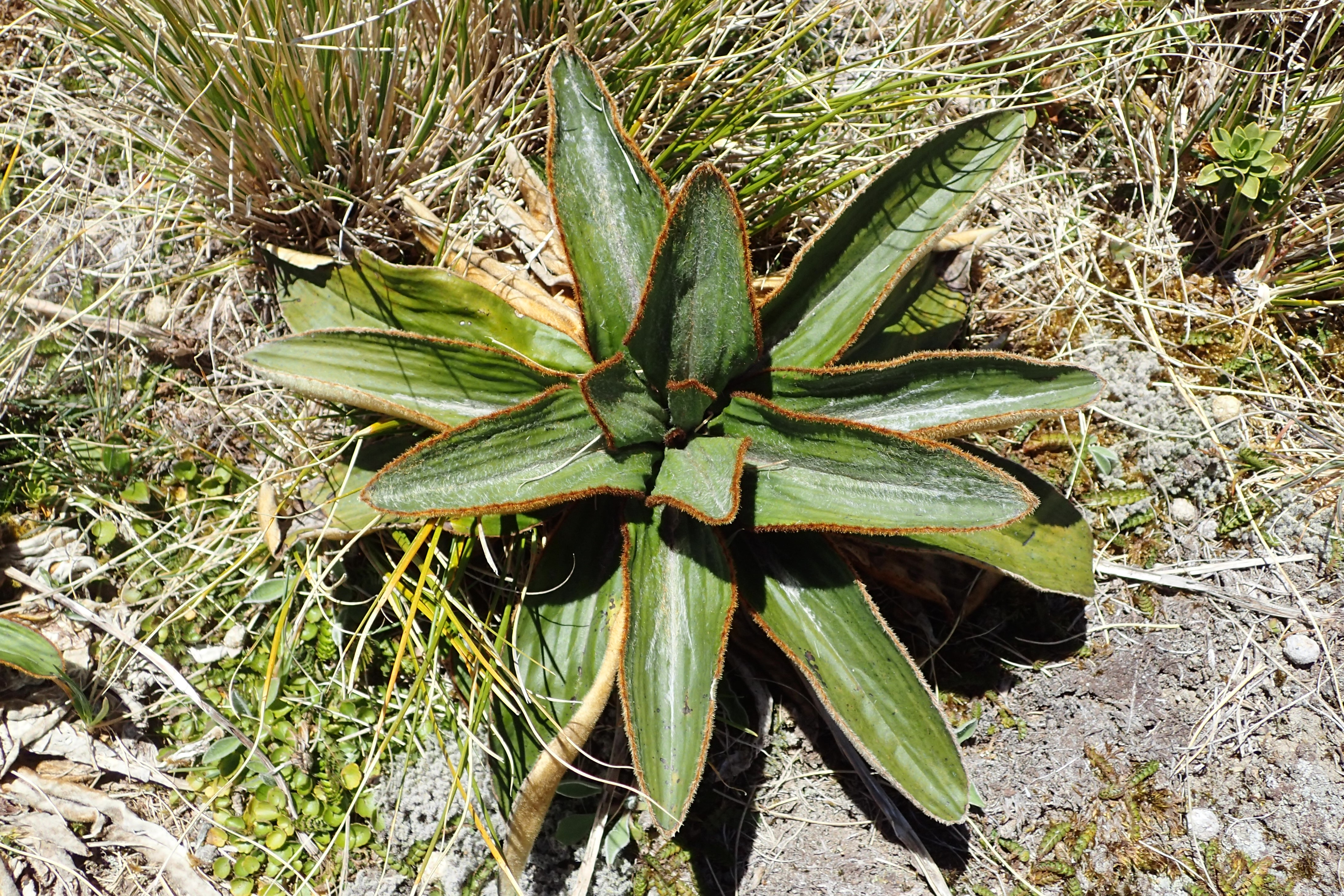
Celmisia traversii
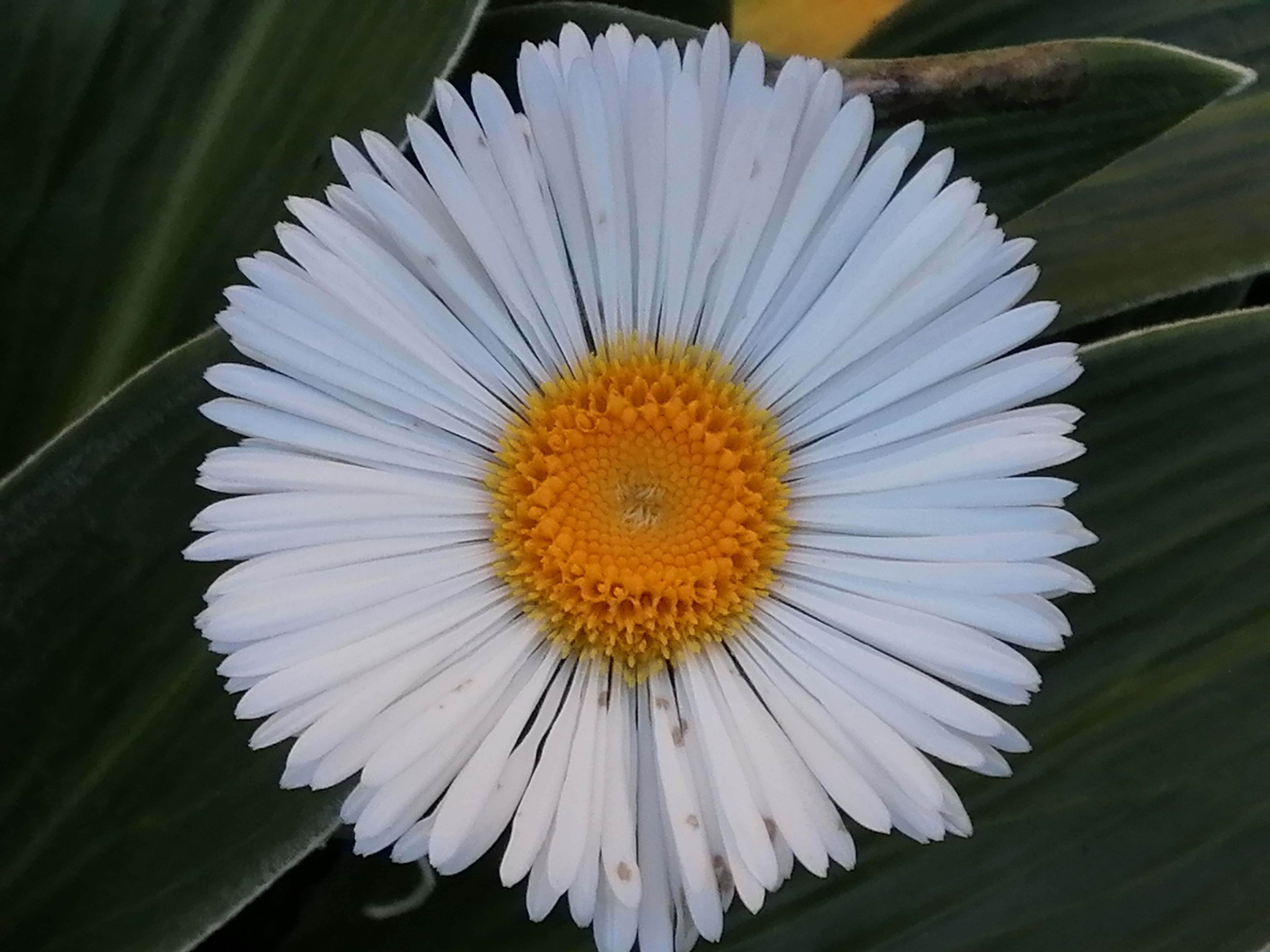
Celmisia verbascifolia
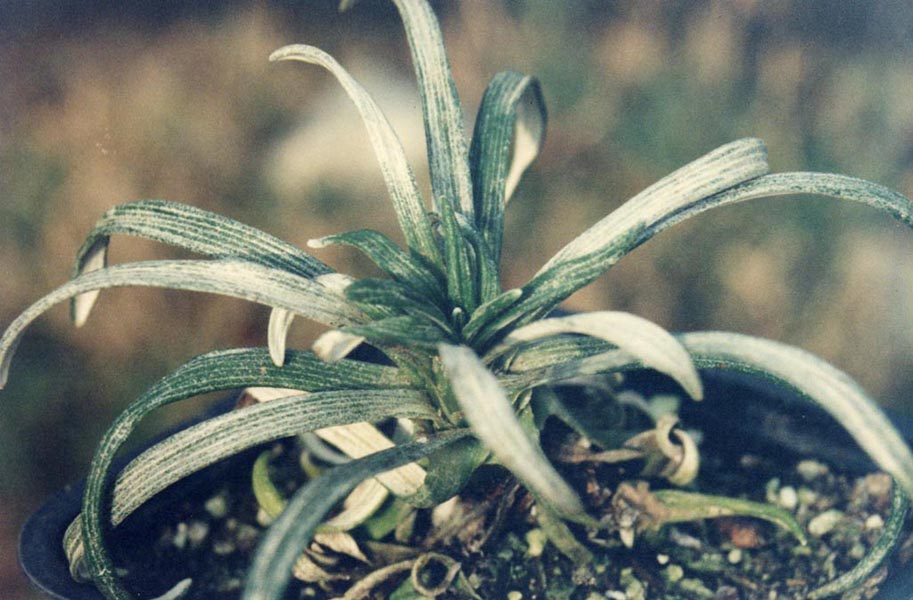
Celmisia viscosa
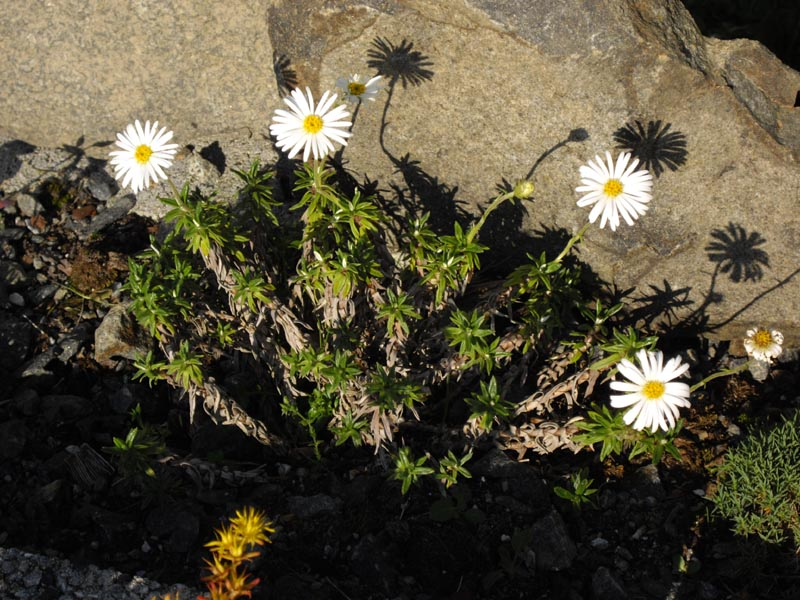
Celmisia walkerii

### Sinonimi
Sono elencati alcuni sinonimi per questa entità:
- Elcismia B.L.Rob.